# Ferrari F40
A Ferrari F40 (F120-as típus) egy középmotoros, hátsókerék-hajtású sportautó, amelyet Nicola Materazzi és a Pininfarina tervezett. 1987-től 1992-ig, míg az LM és GTE versenyautó változatokat 1994-ig, illetve 1996-ig gyártották. A szintén Materazzi által tervezett 288 GTO utódjaként a Ferrari 40. évfordulójának megünneplésére tervezték, és ez volt az utolsó Ferrari autó, amelyet Enzo Ferrari személyesen hagyott jóvá. Abban az időben ez volt a Ferrari leggyorsabb, legerősebb és legdrágább eladásra szánt autója.
Az autó a tervezett négyszáz darabos gyártási darabszámmal és körülbelül 400 000 dolláros (az előd, a 288 GTO árának ötszöröse) gyári ajánlott kiskereskedelmi árral debütált 1987-ben (mai árfolyamon körülbelül 1 030 000 dollár). Az egyik példányt, amely a Forma-1-es pilóta Nigel Mansell tulajdonában volt, 1990-ben az akkori rekordért, 1 millió fontért adták el, amely rekord egészen a 2010-es évekig állt. 2023-ban egyes szép állapotú, jól nyomon követhető történettel rendelkező példányért 2 600 000 és 3 200 000 euró közötti összeget is elkérnek.
Összesen 1311 autót gyártottak,  amelyek közül 213 darabot az Egyesült Államokba szántak. Egyéb különlegességek mellett ez volt az első olyan utcai autó a Ferrari történetében, amelyet különféle kompozit anyagokból építettek, mint például kevlár az alvázhoz, üvegszál a karosszériához, repülőgépgyanta az üzemanyagtartályokhoz és plexi az oldalablakokhoz. A bemutatója idején ez volt a valaha épített leggyorsabb utcai autó 324 km/h-s állítólagos sebességével (amelyet a különböző tesztek során gyakran jelentősen túlteljesítettek), ezt a rekordot később, 1991-ben a Bugatti EB110 döntötte meg.

## Fejlesztés

### Eredet
Materazzi már 1984-ben felvetette Enzo Ferrarinak azt az ötletet, hogy a 4 literes (turbófeltöltés esetén 2,8 literes) B csoportos kategóriában olyan új utcai autók teljesítményét kellene bizonyítani, amelyek a megnövelt teljesítmény miatt már nem tudnák biztonságosan megmutatni teljesítményüket az utcán a hétköznapi vásárlók kezében. Mivel Enzo Ferrari már nem ellenőrizte a gyártási részt, Materazzinak engedélyt kellett kérnie Eugenio Alzati vezérigazgatótól. Az engedélyt megadták, de csak azzal a feltétellel, hogy a munka a hétfőtől péntekig tartó munkahéten kívül folyik. Így egy nagyon kis csapat szombatonként fejlesztette a GTO Evoluzione-t, hogy a Porsche 959-es által indított FIA B csoportban versenyezhessen ugyanabban az osztályban.
Az FIA döntése, hogy az 1986-os szezonban megszünteti a B csoportos kategóriát, azt eredményezte, hogy Enzo Ferrarinak öt 288 GTO Evoluzione fejlesztésű autója maradt, és nem volt sorozat, ahová benevezhette volna őket. Ezeket a rajongóknak hagyták, akik esetleg fontolóra vették egy-egy példány megvásárlását, amíg egy érvényesítő versenyző meg nem győzte Enzo Ferrarit arról, hogy Materazzi életben tudja tartani az alapautó koncepcióját, és közúti használatra alkalmassá tudja tenni.  Enzo azon vágya, hogy utolsó sportkocsijával örökséget hagyjon maga után, lehetővé tette az Evoluzione program továbbfejlesztését, hogy egy kizárólag közúti használatra szánt autó készüljön. A Ferrarit különösen lenyűgözte a legújabb autók fejlesztése, amelyek az egyre szigorodó károsanyag-kibocsátási előírások által okozott teljesítménybeli lemaradás nagy részét visszaigényelték.
Válaszul arra, hogy a meglehetősen egyszerű, de nagyon drága, viszonylag kevés különlegességet tartalmazó autót "cinikus pénzcsinálásnak" nevezték, amely a spekulánsokat célozta meg, a Ferrari marketingosztályának egyik munkatársát idézték, aki azt mondta: "Azt akartuk, hogy nagyon gyors, a végletekig sportos és spártai legyen. Az ügyfelek azt mondták, hogy az autóink túl kényelmesek lettek. Az F40 a leglelkesebb tulajdonosainknak készült, akik nem akarnak mást, csak puszta teljesítményt. Ez nem a jövő laboratóriuma, mint a 959-es. Ez nem a Star Wars. És nem azért jött létre, mert a Porsche megépítette a 959-est. Ez úgyis megtörtént volna." Valójában az autó nyerseségének és egyszerűségének okai nagyban kapcsolódnak Materazzi versenyzői múltjához (kezdve a Stratos Gr.4-től, a Gr.5 Silhouette-től, majd az Osella F2 és F1 autóktól, a 126C és végül a 288 GTO-ig).
Az F40 karosszériáját Pietro Camardella tervezte a Pininfarina tervezőházban Aldo Brovarone felügyelete alatt, Nicola Materazzi eközben a motor, a sebességváltó és az autó egyéb mechanikus részeinek közúti használatra alkalmassá tétele érdekében végzett fejlesztéseken dolgozott. Ezek közül sokat jól érvényesítettek a 288 GTO Evoluzione modellben, amelyből az F40 számos stílusjegyet vett. A projekt 1986. június 10-i kezdetétől Enzo Ferrari azt kérte, hogy az autó nagyon rövid időn belül (tizenegy hónap) készüljön el, és 1987 nyarán mutassák be. Ezért engedélyt adott Materazzinak, hogy a csapat összes mérnökét kiválassza. Az autó fejlesztésének egy részét, például a karosszériát külső cégeknél, például a Michelotto Automobili-nál végezték.

### Teljesítmény, nyomaték és felfüggesztés
Az F120D motor az előző Ferrari 288 GTO 400 lóerős "Evoluzione" változatát örökölte, amely maga is a Scuderia Ferrari V6-os és V8-as Dino versenymotorjainak sorozatából származik.
Az F40 teljesítménye a 288 GTO IHI négyütemű, 90 fokos IHI négyütemű, 90 fokos ikerturbó feltöltésű és intercooled V8-as motorjának megnövelt, nagy fordulatszámú, 2936 köbcentiméteres (2,9 liter) változatából származott, amely a gyártó szerint 478 LE (471 LE; 352 kW) csúcsteljesítményt termelt 7000-es fordulatszámon és 577 N⋅m (426 lb⋅ft) nyomatékot 4000-es fordulatszámon. A sebességváltók, a nyomatékgörbék és a tényleges teljesítmény az autók között eltért. A 90°-os V8-as, 3 literes (2936 cm3) lökettérfogatú motor hosszirányban helyezkedik el. Az F40 3,9 másodperc alatt gyorsul fel 0-ról 100 km/órára, álló helyzetből 21,8 másodperc alatt tesz meg 1000 métert, a végsebessége pedig 324 km/óra. Két dupla felső vezérműtengelyes vezérműtengelye és 32 szelepe van (hengerenként négy szelep és két befecskendező). A forgattyúsház, a motorblokk és a hengerfejek sziluminból (alumínium-szilícium ötvözet) készültek. Az alumínium bélések belső falát galvanizálással nikasil (nikkel-szilícium-karbid ötvözet) réteggel erősítik meg a súrlódási együttható csökkentése, valamint a kenés és a magas hőmérsékletekkel szembeni ellenállás javítása érdekében.

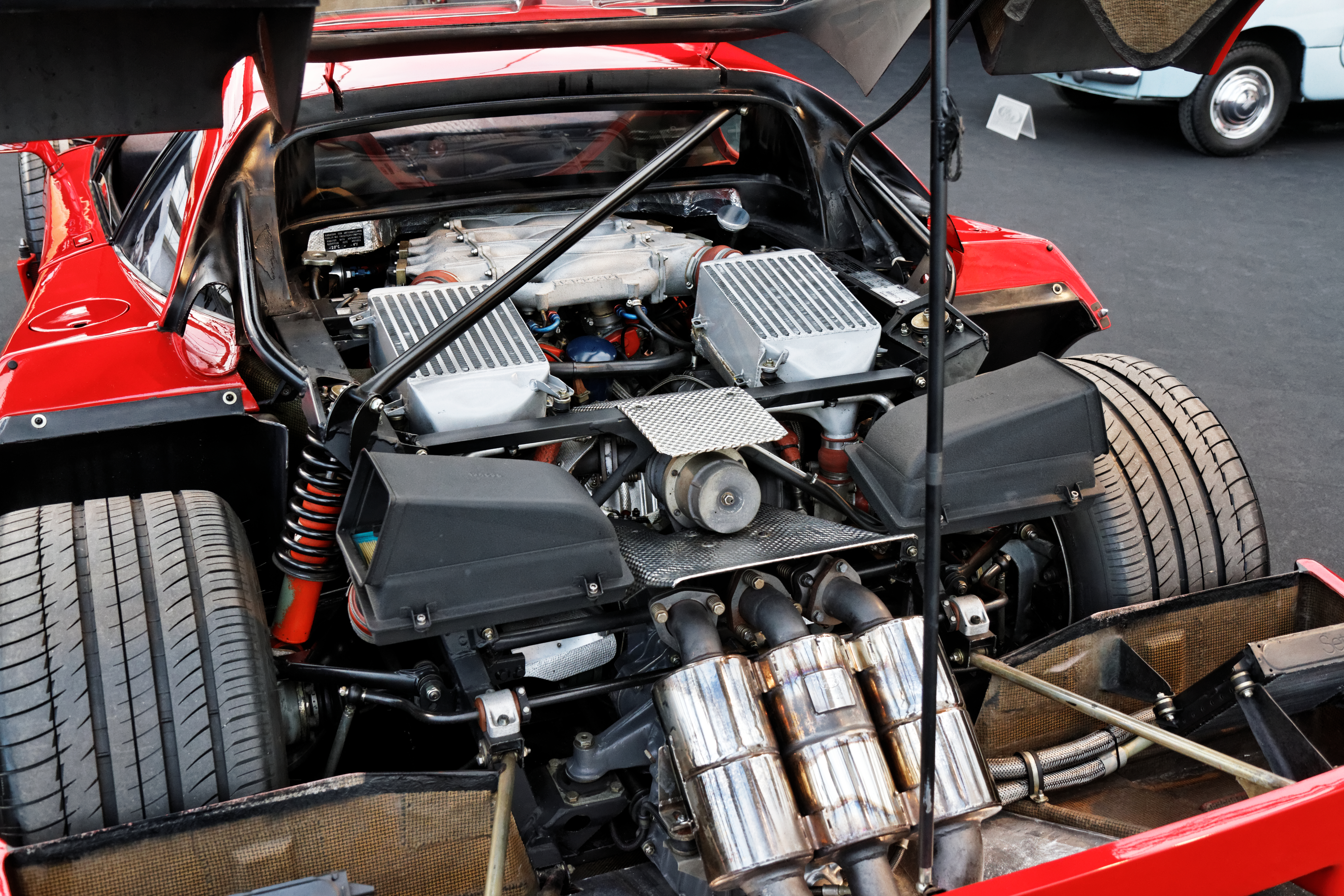
Az F40 motorja

Nicola Materazzi beszámolója szerint a turbók kiválasztásával kapcsolatban egy összehasonlító gyorsulási tesztet szerveztek maga Enzo Ferrari és a KK&K elnöke jelenlétében egy IHI turbókkal felszerelt F40-es és egy másik KK&K turbókkal felszerelt F40-es között. A teszt végén a KK&K elnöke egyetértett abban, hogy a japán IHI turbók jobbak voltak. A sebességváltó 5 fokozatú kézi váltó, plusz hátramenet, hosszirányban elhelyezett dupla száraz tárcsás tengelykapcsolóval. Ezt kifejezetten Nicola Materazzi fejlesztette ki, mivel a ZF, a Ferrari szokásos sebességváltó-beszállítója akkoriban nem rendelkezett olyan megfelelő váltóval, amely képes lett volna kezelni a kivételes, 577 Nm4 nyomatékot.
Az F40 katalizátor nélkül készült 1990-ig, amikor az amerikai szabályozás a károsanyag-kibocsátás ellenőrzése miatt kötelezővé tette azt. Az oldalsó kipufogócsövek az egyes hengersorokból származó kipufogógázokat vezetik, míg a középső cső a turbófeltöltők wastegate-je által kibocsátott gázokat vezeti. Az F40-es dupla turbófeltöltős V8-as motorja a Ferrari utolsó kényszerített szívómotorja volt a 2014-es California T-ig.
A felfüggesztés beállítása hasonló volt a GTO kettős keresztlengőkaros beállításához, bár számos alkatrészt továbbfejlesztettek és a beállításokat megváltoztatták; a szokatlanul alacsony hasmagasság arra késztette a Ferrarit, hogy a későbbi autók esetében szükség esetén az első lengéscsillapítókba épített hidraulikus emelőkamrák segítségével növelje a jármű hasmagasságát.

### Karosszéria és belső

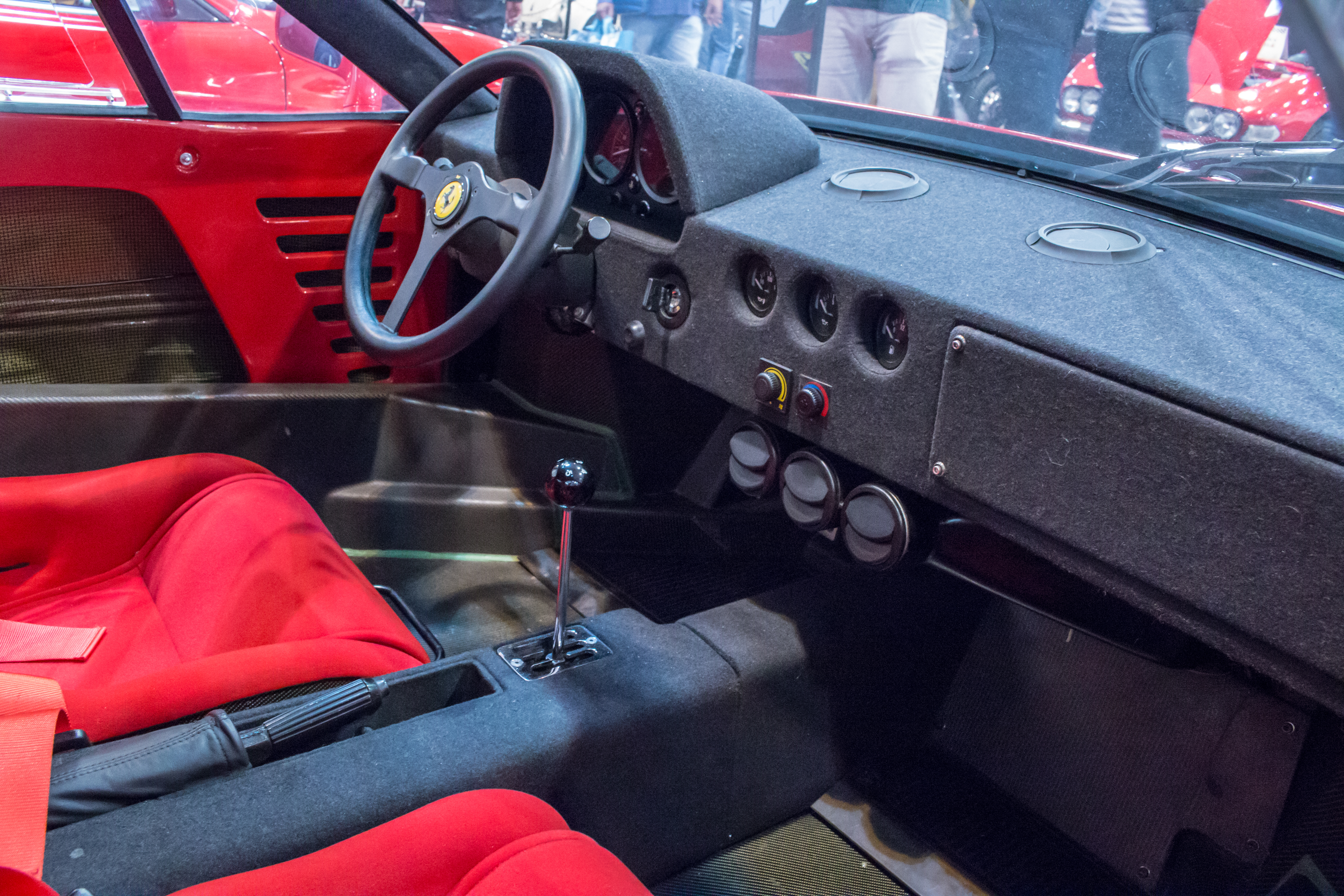
Az autó beltere. A fotó 2018-ban készült Essenben

A karosszéria a Pininfarina által tervezett teljesen új konstrukció volt, amely a szilárdság és az alacsony súly érdekében kevlárszőnyegből és kevlárszálból, szénszálból és alumíniumból készült paneleket tartalmazott, és intenzív aerodinamikai teszteket alkalmazott. A súlyt tovább csökkentették a polikarbonát műanyag szélvédő és ablakok alkalmazásával. Karosszériája önmagában mindössze 46 kg-ot nyom, amely egy acélcsöves vázra van szerelve. 2 üléses Berlinetta (sport kupé), az első és a hátsó felfüggesztés független, vonókarokkal, tekercsrugókkal és kipörgés gátlóval. A pilótafülkéből állítható hidropneumatikus lengéscsillapítóknak köszönhetően a vezetési stílustól és az üzemi körülményektől függően háromféle beállításban állítható a hasmagasság és a merevség is. A tengelytáv 2450 mm, az első nyomtáv 1594 mm, a hátsó nyomtáv pedig 1606 mm. A kormányzás fogasléces.  A gyártás során az európai változat esetében szerény kozmetikai eltérések történtek (rácsok az első motorháztető és az ajtó között, valamint hátsó ködlámpák a rendszámtábla két oldalán a 77168-as alvázszámig a 111-es műhelytábla szerint), amelyek az amerikai változatnál még szembetűnőbbek (gumi lökhárítók elöl és hátul, harmadik hátsó féklámpa, eltérő formájú ülések), hogy megfeleljenek az amerikai előírásoknak.
Az utastér szándékosan minimalista és a lehető legkönnyebb. A vödrös ülésekkel a kényelem minimálisra csökkent, a teljesen üres ajtók pedig körülbelül 1,5 kg-ot nyomnak (belülről nem kell kilincset nyitni, csak egy egyszerű kábelt). Az autók mérsékelt légkondicionálóval rendelkeztek, de nem volt hangrendszer, ajtókilincsek, kesztyűtartó, bőrdíszítés, szőnyegek vagy ajtópanelek. Az első ötven legyártott autó Lexan tolóablakokkal rendelkezett (a 108/A műhelykönyvi táblázat szerint a 77088-as kocsiszámig), míg a későbbi autók kurblival működtetett, lefelé nyíló ablakokat és más ajtópanelt kaptak; elektromos működtetésű ablakokkal felszerelt modelleket soha nem gyártottak. A belső ajtókilincseket gumipántok váltották fel. Az F40-esből hiányzik a kormányrásegítés és az ABS, nincsenek vezetőtámogató vagy technológiai segédeszközök. Ez a "spártai" felszereltség még inkább megkülönböztette a rivális Porsche 959-től, amely ehelyett széleskörűen alkalmazta az elektronikát.
Minden autó "Rosso Corsa" (piros) színben és bal oldali kormányzású kivitelben hagyta el a gyárat. Legalább hét autót átalakítottak és jobbkormányos kivitelben szállítottak a brunei szultánnak. A szultán a Pininfarina prototípus-menedzserét, Paolo Garellát alkalmazta, hogy módosítsa az autó színét, teljesítményét és belső kényelmét.

### Aerodinamika és gumiabroncsok
A hűtés fontos volt, mivel a kényszerindításos motorok jelentős mennyiségű hőt termelnek. A hő elvezetése érdekében az autót egy nyitott kerekű versenyautóhoz hasonlóan, karosszériával tervezték. A hűtő, az orr-rész és az utastér alatt a légáramlás simítására részleges alufedéllel, a motor mögött pedig egy második diffúzorokkal ellátott alufedéllel rendelkezett, de a motortér nem volt lezárva. Légellenállási együtthatója Cd=0,34 volt.
Mivel az autó a 288 GTO-hoz képest 80 lóerővel (81 LE; 60 kW) többet tudott, új gumiabroncsot kellett kifejleszteni, hogy megbirkózzon a versenyautókra jellemző teljesítményszintekkel. Materazzi felvette a kapcsolatot a Pirelli fejlesztési vezetőjével, Mario Mezzanotte-tal, akit a Lancia autókkal töltött raliversenyzős évei óta ismert. A Pirelli az 1980 és 1985 közötti Forma-1-es szezonokban szerzett tapasztalatok és aszimmetrikus futófelületi mintázatok alapján könnyű anyagokból (többek között kevlárból) készített vázat, hogy megalkossa a P-Zerót kifejezetten az F40-eshez. Mauro Forghieri mérnök szerint ez egy olyan autó, amelynek gumiabroncsai alulméretezettek a teljesítményéhez képest. A Pininfarina vonalvezetése nagymértékben korlátozta a hátsó gumiabroncsok méretét.

### Promóció és debütálás

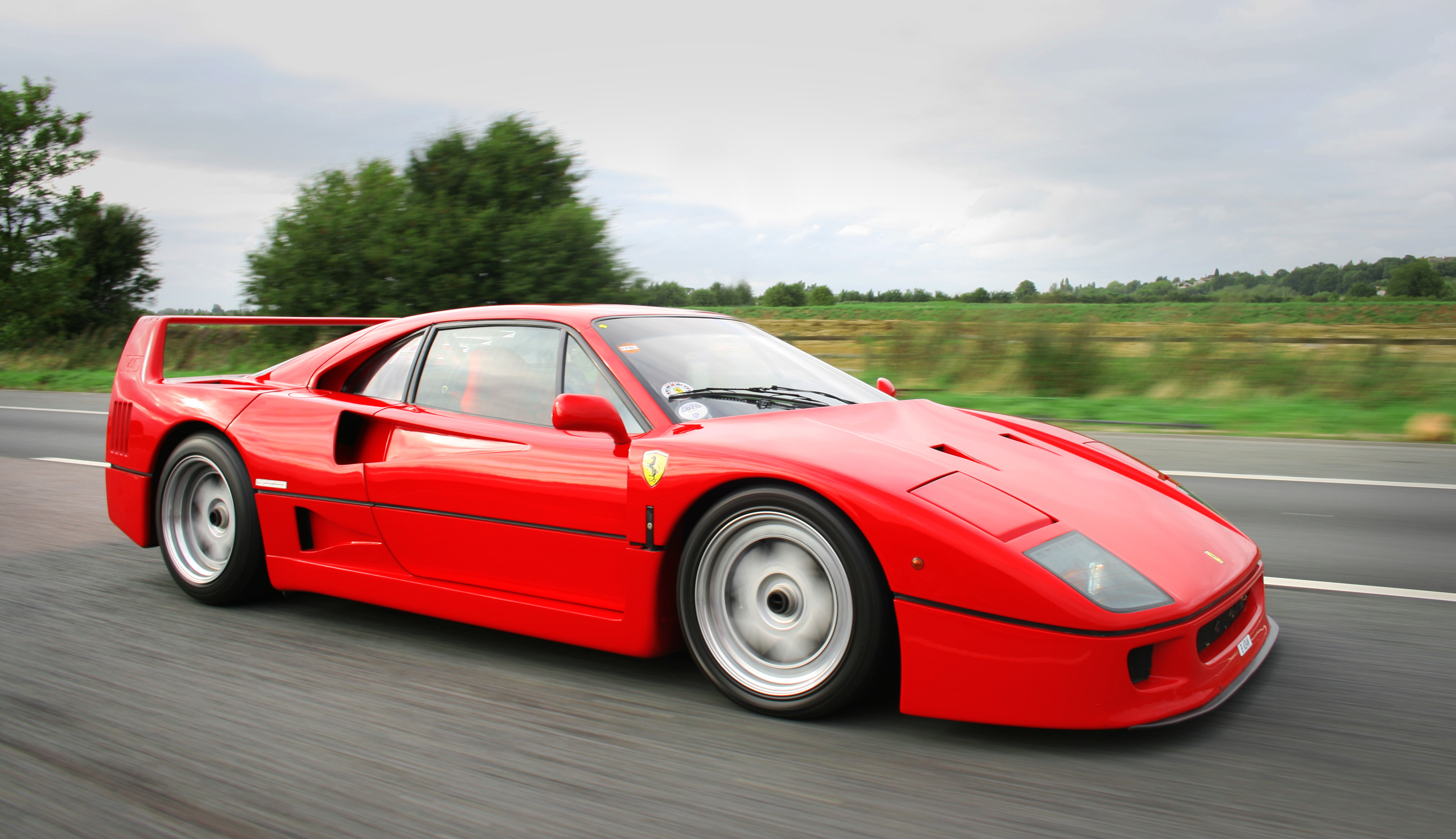
Egy F40 útközben lencsevégre kapva

Az F40-et 1987. július 21-én mutatták be a maranellói Civic Centre-ben. Materazzi szerint a bemutató eredetileg a Frankfurti Autószalonon lett volna, de a Fiatnak azon a kiállításon kellett volna bemutatnia az Alfa Romeo 164-et, és a kettő ütközött volna. Ezért Enzo Ferrari ragaszkodása miatt a bemutatót több mint két hónappal előrehozták. A projekt kezdetétől (1986 júniusa) a bemutatóig számolva az autót tizenhárom hónap alatt fejlesztették ki.
Az autó promócióját egy dokumentumfilmben örökítették meg a kamerák, amely Enzo Ferrari korábbi interjúit, a gyáron belüli munkálatokat és az F40-es modenai utcákon való száguldozását mutatta be. Michele Alboreto F1-es pilóta több alkalommal is vezette az autót, többek között 1987 karácsonyán az olasz televízió és Ezio Zermiani újságíró külön műsorában, amikor az autót Maranellóból Milánóba vezetve filmezték le.
Az első független mérések 4,7 másodperc alatti gyorsulást 0–100 km/h-ra (0-62 mph), és 321 km/h (199 mph) végsebességet mutattak ki a francia Sport Auto 1988. szeptemberi címlapján. A következő lehetőség az állítólagos végsebesség elérésére az Auto Motor und Sport által szervezett Nardò Ringen rendezett teszt volt. A Ferrari két autót küldött, de egyik sem tudott 321 km/h (199 mph) sebességnél többet elérni, a Porsche 959 S, amely 339 km/h (211 mph) végsebességet ért el, és a Ruf CTR, amely 342 km/h (213 mph) végsebességet ért el, legyőzte őket. Mindkettő limitált szériaszámú autó volt, mindössze huszonkilenc darab készült belőle, így bár az F40 sosem volt a világ leggyorsabb sportautója a Ferrari önértékelése szerint, a Lamborghini Diablo megérkezéséig (attól függően, hogy a "szériaautó" fogalmát hogyan definiáljuk) több mint ötszáz gyártott példányával mégis a leggyorsabb szériaautó címére tarthatott igényt. A Road & Track 315 km/h (196 mph) végsebességet mért mind az európai, mind az amerikai specifikációjú autók esetében, míg a Car and Driver 317 km/h (197 mph) végsebességet mért.

## Versenyváltozatok

### LM
A Ferrari France elnöke, Daniel Marin többször kérte Enzo Ferrarit, hogy készítse el az F40-es egy változatát a Le Mans-i 24 órás versenyre. A versenyautókat a padovai székhelyű Michelotto Automobili, Ferrari-specialista cég készítette elő, amely már korábban is dolgozott a GTO Evoluzione és az F40 utcai változatának egyes részein. Három alváz készült, és kettőt használtak a versenyeken, 79890 és 79891 sorozatszámmal. A harmadik alvázat, amelynek sorszáma 88521, versenyzésre szánták, és egy tartalék autó volt, amely a Michelottónál maradt, de soha nem indult versenyen. Az első teszteket Dario Benuzzi tesztpilóta végezte el.
Az LM már 1989-ben versenyzett, amikor az IMSA Laguna Seca Raceway-i fordulóján debütált, a GTO kategóriában, egy LM evolution modellel, amelyet Jean Alesi vezetett. Az autó a második helyről indulva a harmadik helyen fejezte be a versenyt a két gyorsabb, négy kerékhajtású Audi 90-es űrvázas autó mögött, és legyőzte a versenyeket uraló, gyári űrvázas különlegességeket. A következő versenyen tizennyolc kör után ki kellett állnia. A következő IMSA-szezonban, 1990-ben a Ferrari France ismét egy vagy két F40 LM-et indított a bajnokság egyes fordulóin, és összesen négy dobogós helyezést ért el, de a hőn áhított győzelemről lemaradt. Ezek alkalmak során számos vendégpilóta, például Jean-Pierre Jabouille, Jacques Laffite és Hurley Haywood vezetésével három második és egy harmadik helyezés volt a legjobb eredmény.

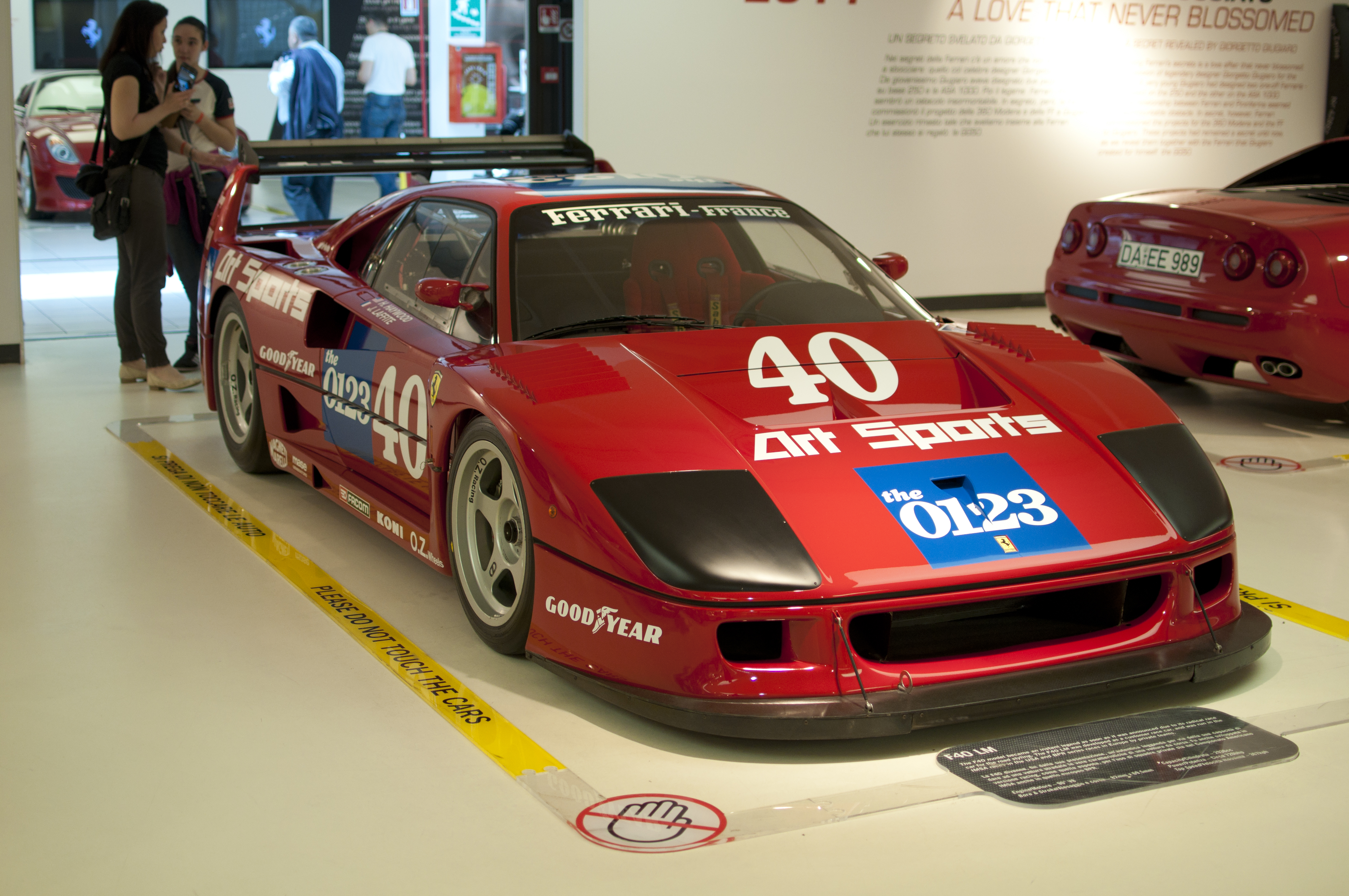
F40 LM a Ferrai Muzeumban Maranelloban

Bár az F40-es nem tért vissza az IMSA-ba 1991-ben, később a privát versenyzők körében népszerű választás volt számos hazai GT-sorozatban, köztük a JGTC-ben is. 1994-ben az autó debütált a nemzetközi versenyeken, az egyik autó a Strandell által a BPR Global GT Series-ben kampányolt, és megnyerte a 4 Hours of Vallelunga versenyt. 1995-ben az F40-esek száma négyre emelkedett, amelyeket a Pilot-Aldix Racing (F40 LM) és a Strandell (F40 GTE, a Ferrari Club Italia égisze alatt versenyezve) egymástól függetlenül fejlesztett, és megnyerte a 4 órás Anderstorp-i versenyt. Az újonnan benevezett McLaren F1 GTR-rel szemben már nem volt versenyképes a Ferrari F40-es. 1996-ban még egy évre visszatért, és sikerült megismételni az előző évi Anderstorp-győzelmet, de ettől kezdve már nem látták a GT-versenyzésben.
A Ferrari F40 LM-t a városi környezetből kiragadva a versenyzéshez szükséges sportautók paramétereire szabták át. Ez a változat közel 200 kg-mal kevesebbet nyomott, megváltozott a felfüggesztés, a sebességváltó, a műszerfal, az első és hátsó karosszéria kialakításának egy része, de az átalakítás legszembetűnőbb eleme a motor volt. Az F120 B néven is ismert Ferrari F40 LM teljesítményét 720 lóerőre (710 LE; 530 kW) növelték, ami a bajnokságok által megkövetelt korlátozások nélkül akár 760 lóerő (750 LE; 559 kW) is lehetett volna. Az 1990-es évekre ilyen számok elképzelhetetlenek voltak egy eredetileg utcai használatra született sportautó esetében.
Összesen tizenkilenc példányt gyártottak belőle, és egy kivételével mindegyik versenyzett: a 18. példány soha nem indult semmilyen versenyen. Érdekességként megemlíthető egy sokat emlegetett sárga Ferrari F40 LM Barchetta Beurlys. Az F40 LM-re épülő replikát (egy igazi F40 eredeti motorjával, de szénszálas karosszériával) a belga milliárdos és autóversenyző, Jean Blaton építette, akinek már volt egy F40 LM-je (alvázszám: 88520). Ezt követően megszervezte ennek az F40 LM replikának a barchetta versenyautóvá alakítását, az újra tervezéssel Tony Gillet-t, a Gillet Vertigo megalkotóját bízták meg, életet adva a kultikus sárga Ferrari F40 LM Barchetta Beurlysnek.  Új tolórudas felfüggesztést vezetett be, új hűtőrendszerrel. További változások a hátsó kerekekkel összhangban módosított és oldalra irányított kipufogóknál, a belső (merevség és biztonsági okokból behelyezett) új bukókeretben és az eredetinél kisebb ideiglenes szélvédőben találhatók. Ezt az autót az évek során módosították, de a Ferrari soha nem ismerte el hivatalosan, mivel a Prancing Horse által nem jóváhagyott másolatról van szó.

### Competizione
Az F40 Competizione az F40 LM nem szponzorált, erősebb változata, amely a fogyasztók kérésének eredményeként jött létre egy francia importőr megrendelésére, aki be akart nevezni a Le Mans-i 24 órás versenyre. Tíz példány készült 1989 és 1994 között, mindegyik az ügyfelek kérésére, az első kettőt F40 LM-nek, a maradék nyolcat pedig F40 Competizione-nak hívták, mivel a Ferrari úgy érezte, hogy az LM címke túlságosan korlátozó volt. Az F40 Competizione létjogosultságát erősítette, hogy privát csapatok is versenyezni szándékoztak a Le Mans-on kívül, más GT-bajnokságokon. A közúti modellhez képest az F40 LM és az F40 Competizione nagyobb turbófeltöltőkkel és köztes hűtőkkel, új elektronikus motorvezérlő vezérlőegységgel (F120B márkanévvel) rendelkezett, a sűrítési arány 8,0:1-re, a töltőnyomás pedig 2,6 Cafe-ra nőtt. Az F40 Competizione teljesítménye 700 LE; 691 LE (515 kW) 8100-as fordulatszámon a továbbfejlesztett ikerturbós V8-as motorjával. Az autó állítólag körülbelül 367 km/h (228 mph) végsebességet érhet el, míg a 0-ról 100 km/h-ra való gyorsulás pedig körülbelül 3 másodpercet vesz igénybe.

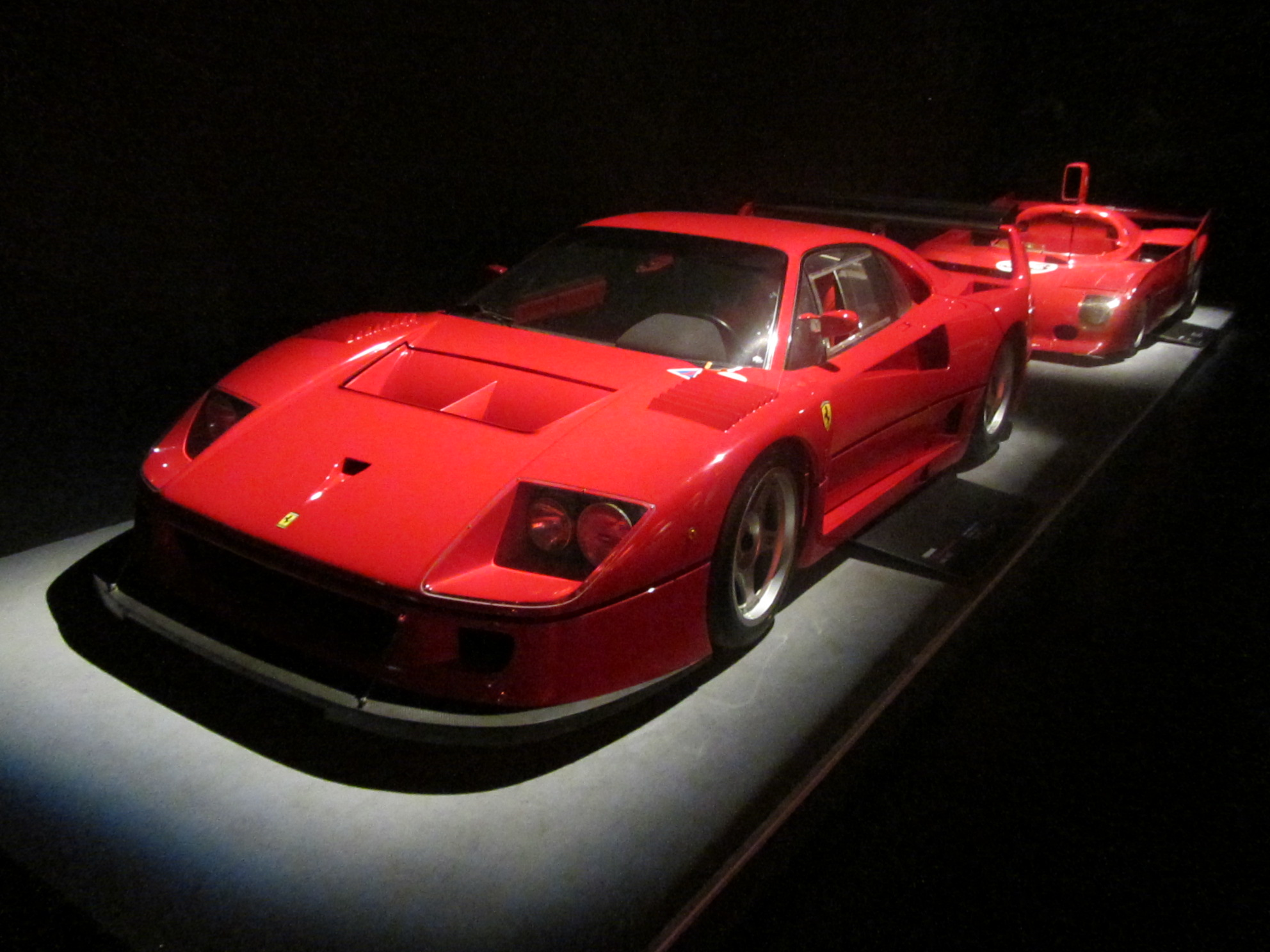
F40 Competizione Torinoban a Nemzeti Autómúzeumban

A 80782-es alvázszámot eredetileg közúti autóként vásárolta és 1989-ben importálta Hollandiába a hivatalos Ferrari importőr, a Kroymans BV. Ezután Peter van Erp, a Cavallino Tuningtól, a Kroymans versenyosztályától végezte el a munkát, hogy átalakítsa a „Competizione” specifikációra, új lengéscsillapítókkal, új műszerekkel, fékekkel, karosszériával és új fényezéssel. Az autót folyamatosan népszerűsítették a Ferrari Challenge keretében, és 1995-ben módosításokat hajtottak végre az autó versenyképességének megőrzése érdekében. A módosításokat a brit G-Tex tuningház hajtotta végre Michelottóval együttműködésben, és többek között légemelőket, továbbfejlesztett görgőt, valamint a motor teljesítményét 700 LE (710 LE; 522 kW) fölé emelte. Miután az autót eladták legutóbbi tulajdonosának, dekoratív átalakításon esett át, ami a szürke és kék szövetülések átfestéséből állt. Az F40 Competizione maximális teljesítménye a teszteken meghaladta a 900 LE-t: ez azokra az autókra vonatkozik, amelyek 1989 és 1990 között az IMSA-ban indultak a GTO-ban. A BPR Global GT Series-ben (az F40 GTE-ben) ehelyett a maximális teljesítmény szabályozása 660 LE-re korlátozódott. A tömeg a különböző sorozatok alapján általában 1050 kg körül volt, még akkor is, ha néhány példány az egy tonnás küszöb alá esett.

### F40 GT
Egyike volt annak a nyolc F40-es prototípusnak, amelyeket 1987-ben a Ferrari épített tesztvezetésre, és egyike annak a hét prototípusnak, amelyet Michelotto specifikációi szerint GT versenyautóvá alakítottak át 1991-ben.

### F40 GTE

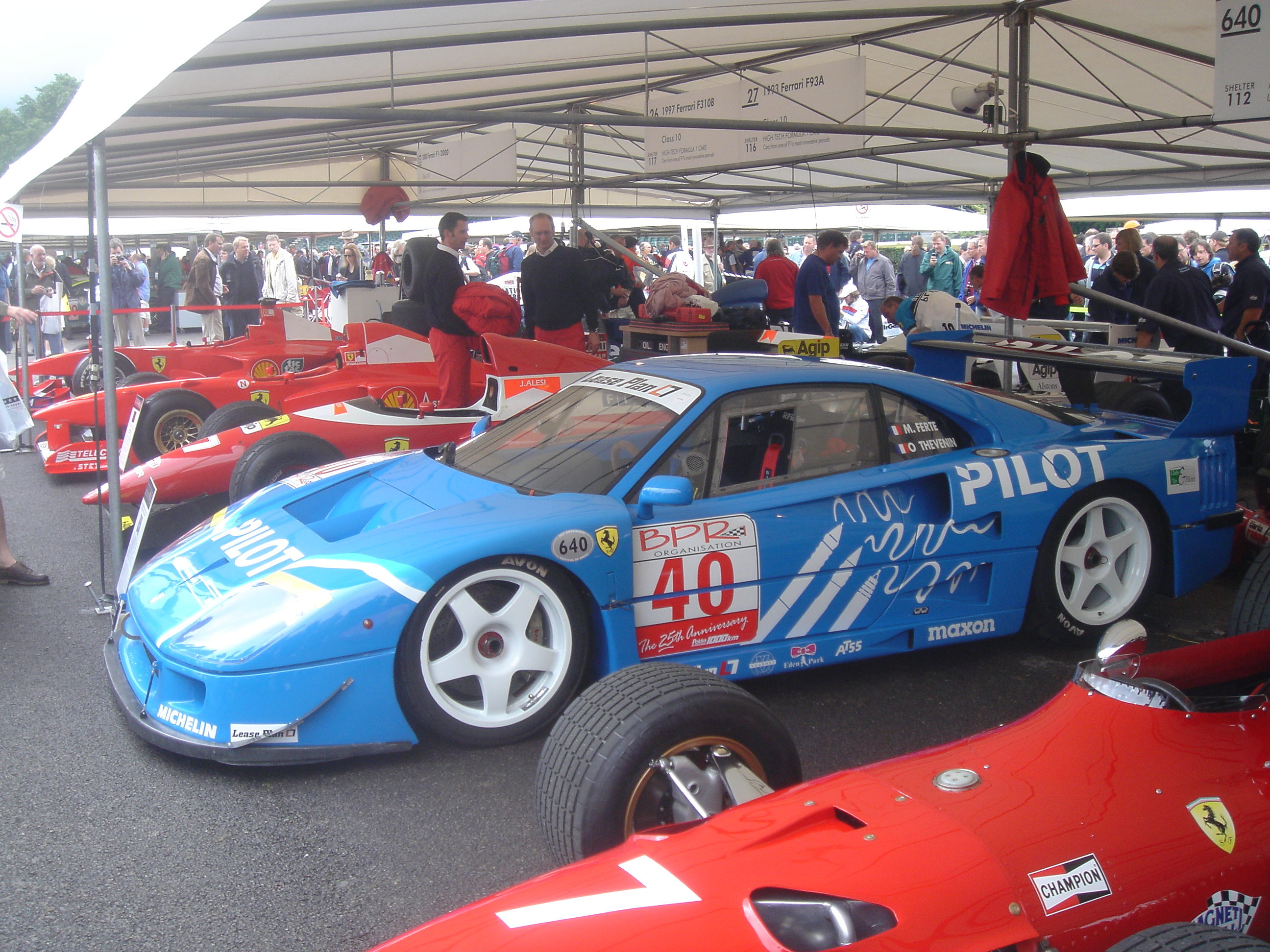
F40 GTE, BPR bajnokság

A GTE-t is Michelotto építette, és hogy meg lehessen különböztetni, hogy LM-ről vagy GTE-ről van szó, a GTE hátsó légterelője nagyobb, teljesen más, mint az LM-é, amelynek szintén van egy másik oldalsó légcsatornája majdnem a hátsó abroncs felett, szellőzőnyílások az első gumikon és egyéb légcsatornák. Összesen hét példányt készítettek belőle 1994 és 1996 között, amelyeket kifejezetten a BPR Global GT Series bajnokságban való részvételre hoztak létre.
Az F40 GTE 3,5 literes lökettérfogattal, 660 LE-re növelt teljesítménnyel, hatfokozatú szekvenciális sebességváltóval, szén/kerámia féktárcsákkal rendelkezett. Kezdetben számos sikert ért el a bajnokságban, még a modernebb McLaren F1 GTR-ekkel szemben is, különösen a sprintversenyeken; míg az állóképességi versenyeken megbízhatósági problémákat mutatott, amelyek korlátozták eredményeit. Például a Le Mans-i 24 órás versenyen sem tudott nyerni, mivel a nyomatéka szörnyű volt, amely esőben lehetetlenné tette az autó irányítását. Az 1996-os szezonban már nem volt versenyképes az újabb projektek eredményeként készült és hivatalos csapatok, például a Porsche 911 GT1  autókhoz képest.

### További speciális példányok
Az F40-ből 8 prototípus készült, a következő alvázszámokkal: 73015, 74045, 74047, 74049, 74327, 75034, 75052 és 76354; amelyek mindegyikét a jövőbeli F40 konkrét részleteinek tesztelésére hozták létre. Minden prototípust öt lamellával szereltek fel az autó mindkét hátsó oldalán (a hátsó szárny alatt), a sorozatgyártású autók négy zsaluja helyett. A prototípusok a különböző tükörmegoldásokban is különböztek (néhányon nem is volt), illetve a motorburkolat átlátszó plexi részének kialakításában, a szériamodellek 11 helyett 20 kisebb szellőzőnyílással.
A 73015-ös F40-es alváz valójában az első igazi F40-es, amelyet 1987. július 21-én mutattak be Maranellóban, egy sajtótájékoztató alkalmából, ahol Enzo Ferrari az F40-es tulajdonságait méltatva utalt arra a korszakra, amikor az országúti autók akár a pályán is száguldozhattak. A 74045-ös F40 alvázat, miután betöltötte prototípus szerepét, F40 LM-vé, majd F40 GTE-vé alakították át, és 1995-ben és 1996-ban bemutatták Le Mans-ban. Az 1987-es Frankfurti Autószalonon bemutatott F40-es 74047-es alváz Michelottóba került, ahol F40 GT-vé alakították át. 1992-től 1994-ig az olasz GT-bajnokságban szerepelt.
Az F40 74049-es alváz a sorozatgyártású autóknál vékonyabb szálas panelekkel van felszerelve, oldalsó megerősítések nélkül, valamint a prototípusokra jellemző 5 résszel és meghosszabbított karú visszapillantó tükrökkel rendelkezik. Ez a "speciális" F120AB motorral is fel van szerelve (megjegyzendő, hogy a standard F40-ek F120A motorral, a nagyobb teljesítményt igénylő F40 LM-ek pedig F120B motorral rendelkeznek). Az F40-es 75052-es futómű rendszeresen eladó, ezen is a szokásos öt hátsó rés, toló plexi ablakok, sárga első lámpák, visszapillantó tükrök az ablak terelőn és nem az ajtón, a tető belső burkolata is steppelt szériaváltozatoknál soha nem használt bőr.
Az F40 76354-es alvázat az 1988-as Genfi Autószalonon állították ki.

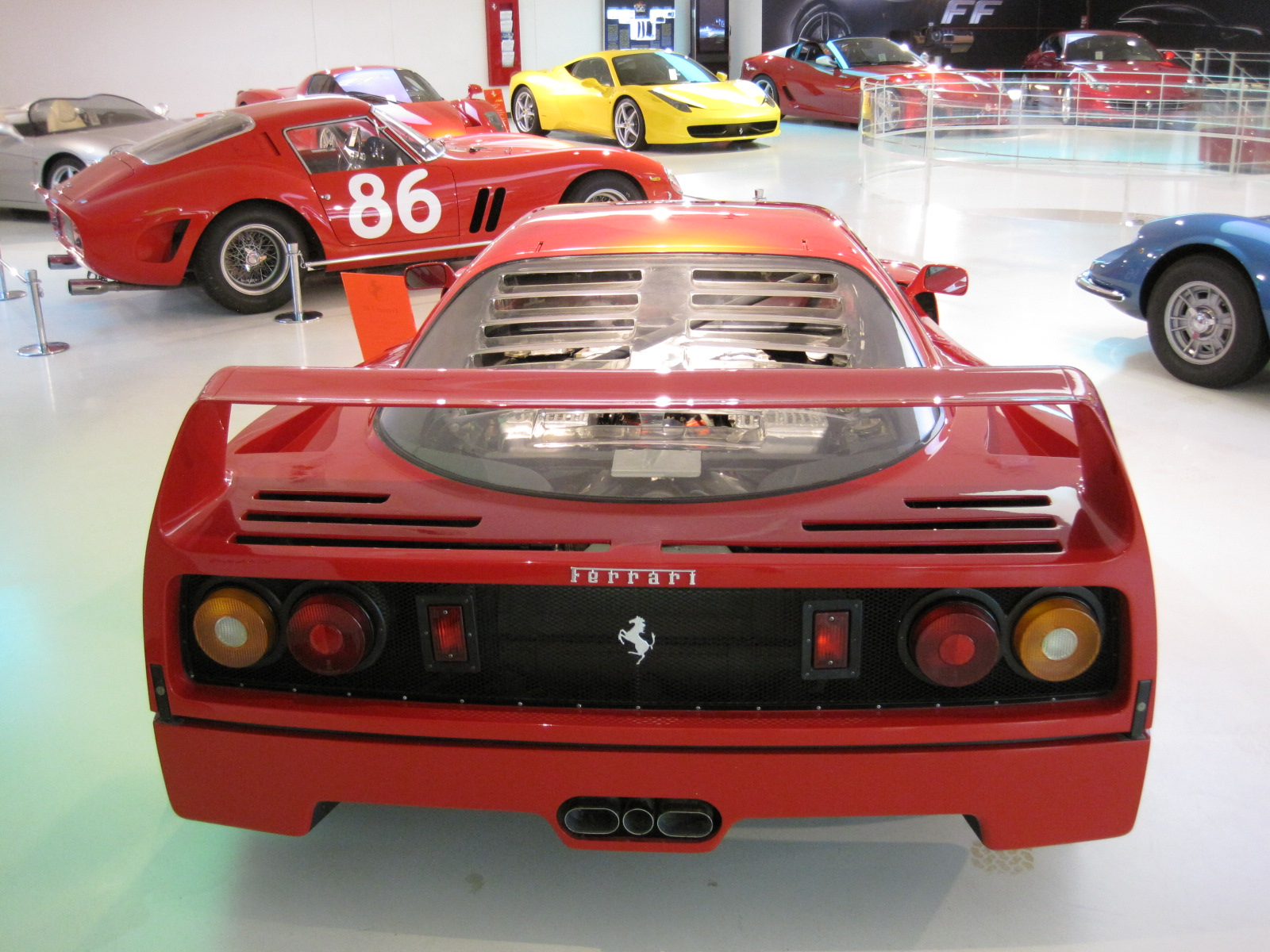
Az F40 hátulja

Már a gyártási időszakban is készültek olyan autók, amelyek esztétikai és funkcionális megoldásaiban eltérnek a standard autóktól.
1989-ben a Ferrari F40 Valeo 79883-as alvázszámmal készült, ami egy egyedülálló példa, amelyet Gianni Agnelli ügyvédnek rendeltek és építettek. Ez az egyetlen F40, amely Valeo elektronikus tengelykapcsolóval van felszerelve, amely lehetővé teszi a tengelykapcsoló 100 ezredmásodpercnél rövidebb idő alatt történő aktiválását a váltókar mozgatásával aktivált eszközzel. Ez az autó az egyetlen F40 kuplungpedál nélkül. Ezt az elektronikus tengelykapcsoló-vezérlő rendszert eredetileg a Lancia Delta Integrale Rally autókra fejlesztették ki, és néhány Ferrari Mondial kupé és kabrió esetében is felszerelték. Számos biztonsági rendszerrel van felszerelve, amelyek megakadályozzák az indítást bekapcsolt sebességfokozat mellett és a túl magas ill. túl alacsony sebességfokozatot a vezető. A sebességváltó gomb alumíniumból készült, a klasszikus számok helyett GA kezdőbetűkkel. Ennek az F40-nek az a megkülönböztetése is megvan, hogy egyike annak a két példánynak, amelyek fekete szövettel készültek, nem pedig pirossal.

## Fogadtatása
Amikor az F40-et 1987-ben bemutatták, vegyes reakciókat kapott. Dennis Simanaitis dicsérte a megjelenését a Road & Trackben, de mások nem voltak lenyűgözve. A megfigyelők cinikus kísérletnek tartották a spekulánsok pénzének beváltását, miután látták, mennyit fizettek a használt 288 GTO-kért és a Porsche 959-ért. A spekulánsok Enzo Ferrari halálát várták, és az áremelés előnyeit. 1990-ben a becslések szerint a leszállított F40-eseknek csak 10%-át használták vezetésre.
Az emberek nézhették, ahogy a spekulánsok egymásnak árulják az autókat nyilvános aukciókon, ahol az 1989-es (a buborék kipukkanása előtti) listaár több mint hétszeresét is elérő árai folyamatosan emelkedtek, ami még kívánatosabbá tette ezt. Az olyan kortárs videojátékokban való főszerep, mint az F40 Pursuit Simulator (Crazy Cars II), a Turbo Outrun, a The Duel: Test Drive II, a Miami Chase, a Formula 1: Built to Win és az Out Run Europa szintén növelték a hírnevét.
Az Autocar 1988-ban tesztelt egy F40-et a Fiorano tesztkörön. Az író, Mel Nichols így nyilatkozott: "Még nem tudom, hogy az F40 irányítható-e a forgalomban, hogy félelmetes-e a nedves úton, durva-e a göröngyös utakon, vagy túl zajos-e hosszú utakon. Nincs benne csomagtér, és a be- és kiszállás se egyszerű. De ezt tudom: egy sima úton ez egy szikrázóan gyors autó, amely engedelmes és elbűvölő a természetében; egy autó, amely igényes, de nem nehéz vezetni, hatalmas tapadással van megáldva és ami még fontosabb: kiváló egyensúly és modor jellemzi. Használhatja teljesítményét, a sorozatgyártású autógyártók közül a legközelebb jutott el a versenyautó-szintekhez, és gyönyőrködjön benne.
1988-ban a Ferrari felkérte az újságírókat, hogy teszteljék az F40-et hazai pályájukon, a Fiorano Circuit-en, és egy Porsche 959-est hozzanak magukkal összehasonlítás céljából. Az Automobile Magazine és a Car magazinok összességében úgy döntöttek, mindkettőjük számára a Porsche 959 volt a jobb autó.

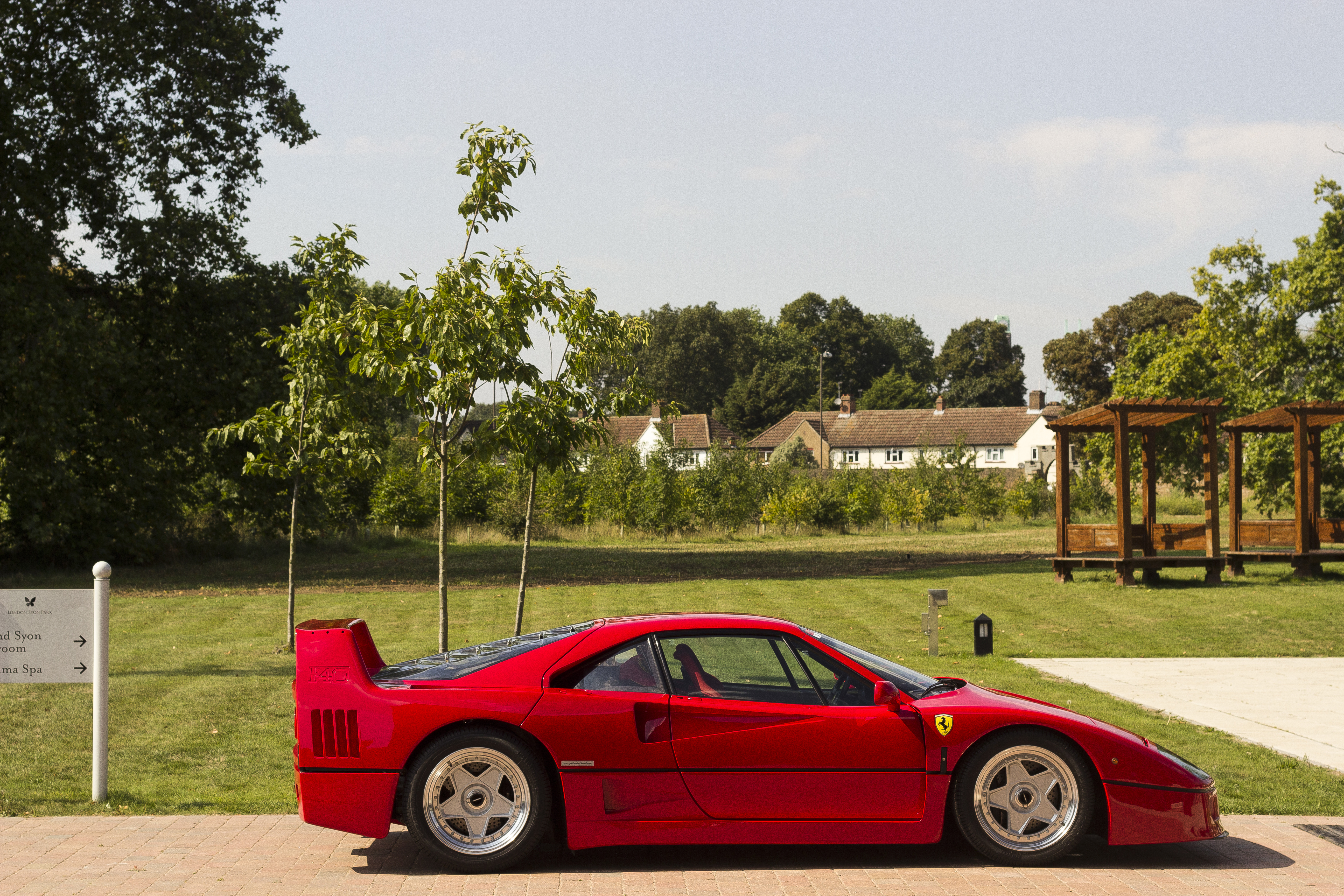
Oldalról 2014. január 27-én

Gordon Murray a ""Motor Trend"" 1990. júliusi számában elemezte az autót: "A tömeg hiánya teszi olyan izgalmassá a Ferrarit. Semmi más varázslat nincs az autóban... Két és három hüvelyk átmérőjű acélt kérnek csövek az alváz alappont szintjén, hogy elvégezzék az összes munkát, és ez látszik is – érezhető, hogy az alváz meghajlik az áramkörön, és mindenhol inog az úton. Valóban remeg. És persze, ha egyszer felizgat az alváz az ajtólapok zörögni és nyikorogni kezdenek. Míg a többi autó feszesnek és szilárdnak tűnik, ez olyan, mint egy nagy gokart, műanyag karosszériával." Súlyosan bírálta a régi versenytechnológiát: "Ez még csak nem is a 60-as évek technológiája, a váz szempontjából ez az 50-es évek ikercsöves technológiája, még csak nem is térkeret. Csak helyi keretek vannak, amelyek a válaszfalat a műszerfalhoz tartják, rögzítik az első felfüggesztést, a hátsó felfüggesztést és a bukókeretet. És akkor a marketinges kevlar egy negyed hüvelyk gumival ragaszt be.
A Car and Driver magazin munkatársa "a puszta rémület és a nyers izgalom keverékének" nevezte az autót. A legszórakoztatóbb az első sebességfokozatban 15 mph-ról (24 km/h-ról) történő gyorsítás volt, a "tiszta rémület" pedig a forgalmas autópályán autózás volt. A hátsó látás olyan rossz volt, hogy a sávváltásokhoz "hitbeli ugrások" kellettek. A mindennapi közúti használatra alkalmatlannak találták, "a város körüli csapadékos és nyüzsgő", "olyannyira mechanikusan vétkes, hogy fedélzeti szerelőt tanácsolnak", a sofőr kényelmetlenségének leírására "Bangkoki adósok börtönét" használták. Egy összehasonlító tesztben a Lamborghini Diablot jobbnak találták a civilek, míg a tesztelők az F40-et választották. Amikor a Car and Driver a Porsche 911 Turbót a leggyorsabb A-tól B-ig terjedő négykerekű szállítóeszköznek nyilvánította az amerikai autópályákon, az „ideges” Ferrari F40-et 30 perces autója miatt nem találták versenyképesnek. "Ezután a tesztvezető szeretne egy hűsítő italt és egy rövid alvást."

## Utóélet
Annak ellenére, hogy a spártai dizájn és a legújabb technológia hiánya miatt (a Porsche 959-hez és más szuperautókhoz képest) vegyes vélemények vannak az autóról, az F40 továbbra is olyan autó, amelyet a sajtó és a tulajdonosok közül sokan kedvelnek. Az Evo magazin 2013-as „Ferrari F40 vásárlási útmutatója” a következővel kezdődött: „Sokak számára ez a legjobb közúti Ferrari az összes közül”. Egy szakértő a következőképpen magyarázta népszerűségét a Ferrari cognoscenti körében: "Soha nem engedik meg nekik, hogy újabb F40-et készítsenek a mai bürokrácia, valamint az egészség és biztonság világában. Ez az, ami miatt olyan különleges és kívánatos." Richard Hammond az F40-et a Porsche 959-hez hasonlította, és kijelentette, hogy az F40 „annyira zsigeri és éles élmény, mint amilyen a 959-es kifinomult”.
A szuperautók értéke és vonzereje nagyon szubjektív, így az F40 megítélése is. Az Autocar a legjobb autónak nevezte. A Pistonheads kijelentette, hogy "Voltak szebb, gyorsabb és ritkább Ferrarik, mint a 40. évében építettek. De egyik sem volt olyan különleges". A Motor Sport Magazine újraértékelte a 21. századra, és megjegyezte, hogy a motor teljesítménye mérsékelt sebességeknél engedelmes, és akkor szabadul fel, amikor a vezető kéri. A Classic And Sportscar az XJ220, EB110 és F40 tesztje után a következőképpen zárta írását: "Ez messze van a tökéletestől. Valójában a tökéletes nincs is a radaron, de brutális, ballisztikus és egy kicsit ijesztő. Varázslat. Nem, ez tényleg olyan jó." Az Autoexpress azt is megjegyezte, hogy ha az autók a mechanikai alkatrészek és a gumírozott üzemanyagtartályok megfelelő szervizelésével rendelkeznek, akkor egyszerűségüknek köszönhetően a mai napig robusztusak és megbízhatóak.
A Ferrari vezető tesztpilótája, Dario Benuzzi úgy érzi, hogy az 1970-es és 80-as évek technológiája ellenére az autó nagyon fontos és érdekes a szenvedélyes pilóták számára: „Könnyű autó volt, nagy erővel, és ez az, ami szórakoztatóvá teszi a vezetést. Természetesen a kezelhetőség is nagyon jó volt. Szóval összességében nagyon jó csomag! Úgy gondolom, hogy ha képesek lettünk volna kormány- és fékszervot alkalmazni, az F40 még ma is számolni való erő lenne a szuperautók között.”

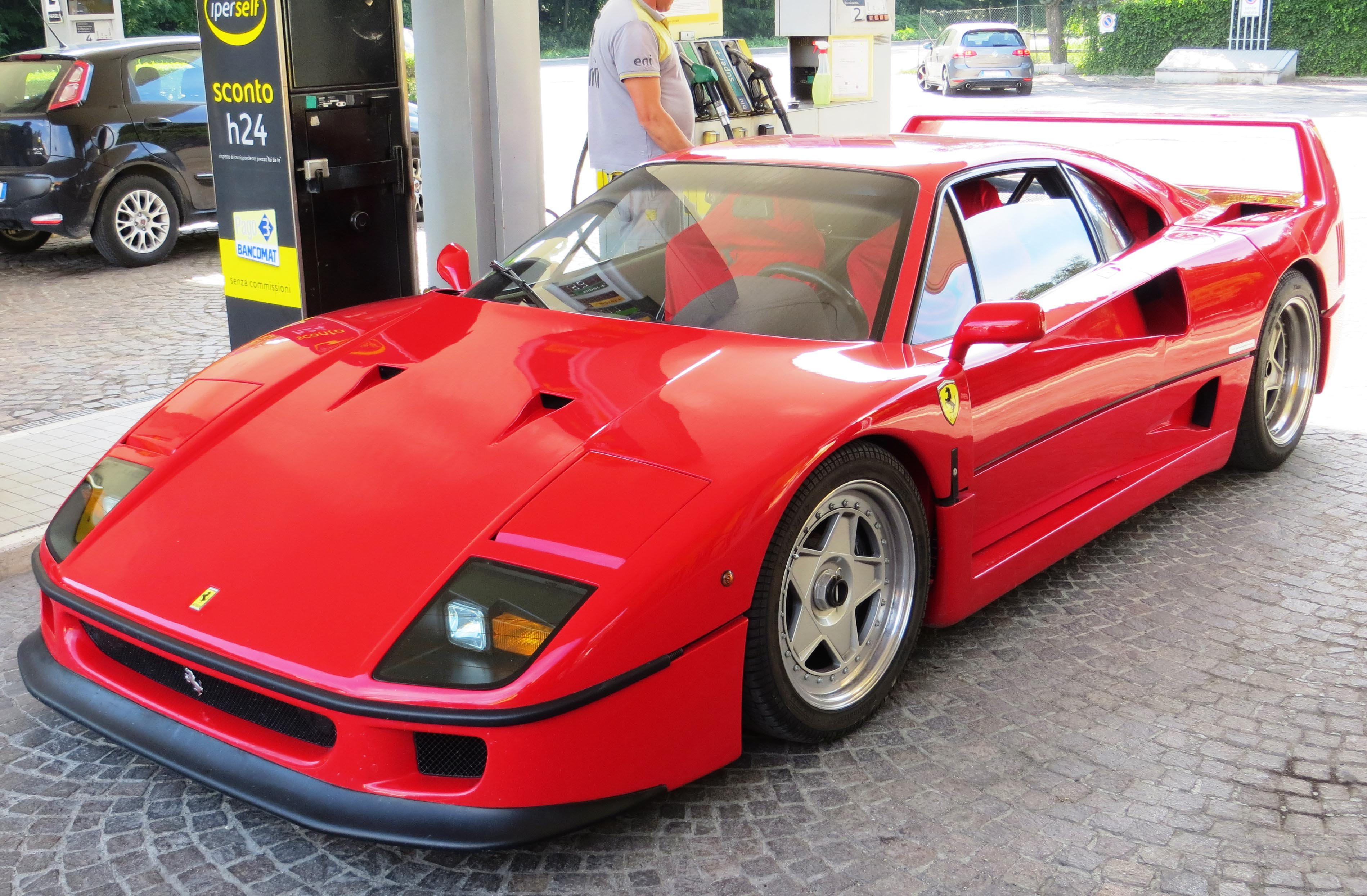
Ferrari F40 USA verzió

- Nick Mason a Pink Floyd dobosa és híres autógyűjtő saját F40-esét adta kölcsön a McLaren F1 fejlesztéséhez, demonstrálva azt az álláspontot, amelyet ez a sportautó az olyan tervezők körében, mint Gordon Murray, a gyártás leállása után is betöltött.
- Enzo Ferrari, amikor 1987. július 21-én először látta őt élőben a bemutatóján, le volt nyűgözve, és csak annyit tudott kiejteni: "Bello, molto bello..."[65]
- Jeremy Clarkson, a BBC Top Gear műsorvezetője elismerte, hogy az F40 a kedvenc sportautója, köszönhetően a modern autókhoz viszonyított egyszerűségének.
- A Discovery Channel televíziós műsorában, a Fast N' Loudban Richard Rawilings és barátja, Dennis Collins 400 000 dollárért vesz egy összetört F40-et, és további 295 000 dollárt fektet be a teljes helyreállításába, bár új fekete festéssel és egyedi kerekekkel.
- Ez az elektronika előtti korszak utolsó Ferrarija, és az utolsó, amit Enzo Ferrari látott életében.
- Ennek a Ferrarinak a megvásárlásához az volt a feltétel, hogy már rendelkezni kellett a vásárlónak egy másik Ferrarival.
- A Sega Turbo Out Run arcade versenyjátékban a játékos autója egy F40 volt, amely az Out Run Classic klasszikus Ferrari Testarossa-ját váltotta fel.
- Diego Armando Maradona az SSC Napoli akkori játékosa az 1986-os labdarúgó-világbajnokság lebonyolítása előtt egy F40-et kért képviselőjétől, Guillermo Coppolától, mivel a futballista valami különlegeset akart. A játékosnak akkor már volt egy Ferrari Testarrosa-ja, ezért azt követelte képviselőjétől, hogy ajándékba kapjon egy fekete színű példányt az olasz szuperautóból. Coppola a csapat elnökével, Corrado Ferlainóval együtt várt rá, aki körülbelül 1 000 000 dollártt fizetett Diego képviselőjének, aki eredetileg 470 000 dollárt és további 70 000 dollárt fizetett azért, hogy a játékos kérésére feketére fessék az autót. A Ferrari 2 hónappal korábban bemutatta, és nem fogadta el a gyártási kiadást a piroson kívül más színben. Látva, hogy hangrendszer, ajtókárpit és szervokormány nélkül hagyta el a gyárat, Maradona abban a pillanatban visszautasította, ahogy megkapta. Coppola elmagyarázta, hogy Maradona végül megtartotta az F40-et, de később hangrendszert és ajtókárpitot kellett szerelniük. Enzo Ferrari nagyon vonakodott az ikonikus Rosso Corsán kívül más színt használni az autóin, de a Ferrarik mindig is léteztek különféle színekben. A Testarossa esetében a fekete szín opcionális volt, és szerény díj ellenében lehetett gyárilag megrendelni, az F40-esnél viszont lehetetlen volt. Az Il Commendatore parancsára minden F40-es pirosan hagyta el a gyárat. A ma létezőket más színekben is átfestették, amikor elhagyták Maranellót. Az összes létező audiovizuális anyagban Maradona látható egy piros F40-el.[66][67][68]
- Az iraki diktátor Szaddám Huszein legidősebb fia Udaj óriási autógyűjtő volt, akinek kegyetlenségeit még apja is megelégelte, ezért egy alkalommal elégette autóinak nagy részét. A fenn maradottak között volt egy F40 is, ami vastag porréteg alatt pihent már évek óta. Az autót egy belga Ferrari-specialista újra működőképes állapotba hozta.
- 2017. június 30-án a Goodwood Festival of Speed rendezvényen a Bonhams egy 1988-as Ferrari F40 Berlinettát kínált, amely eredetileg a Pink Floyd gitárosának David Gilmournak a tulajdonában volt.[69]
- Phil Rudd az AC/DC dobosa szintén birtokol egy példányt az autógyűjteményében.[70]
- A Forma 1-es versenyző Alain Prost kapott egy F40-est a Ferraritól, azonban bevallása szerint nem használta az autót, és rövid időn belül túl is adott rajta.[71]

## Galéria

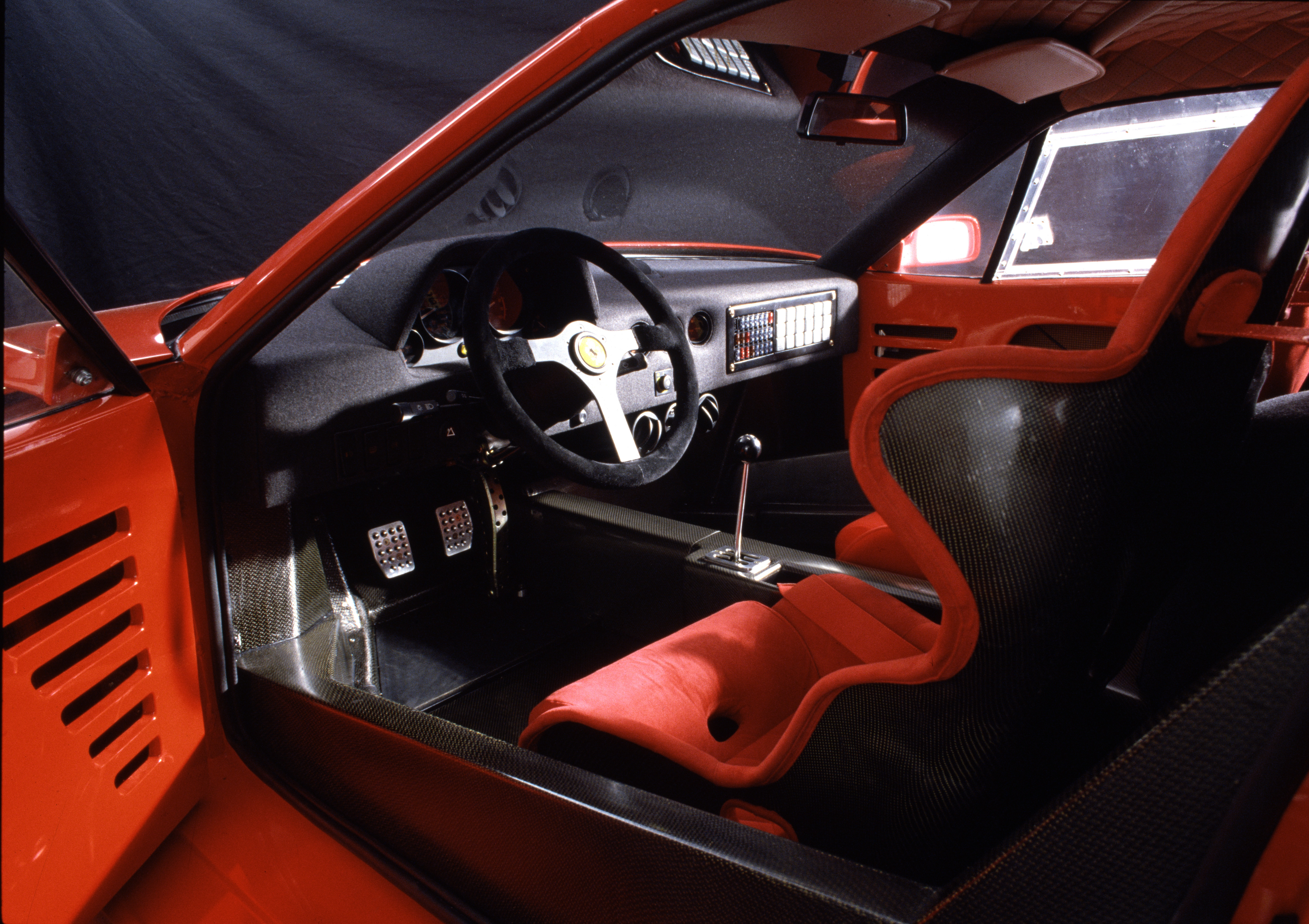
Hivatalos prototípust bemutató kép
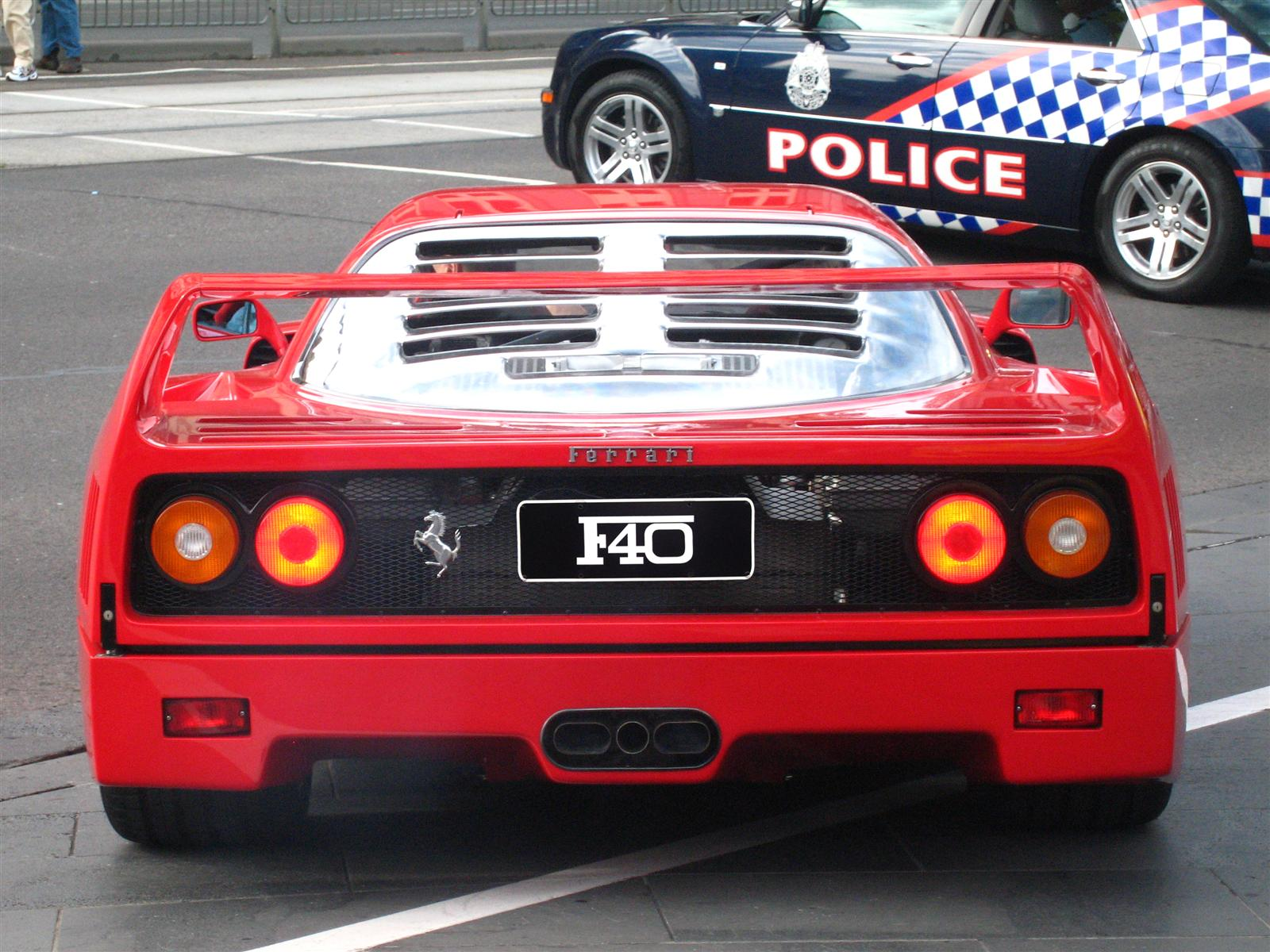
Hátulnézet egy rendőrautó mellett az ausztráliai Melbourne-i kaszinónál 2007. március 3-án.
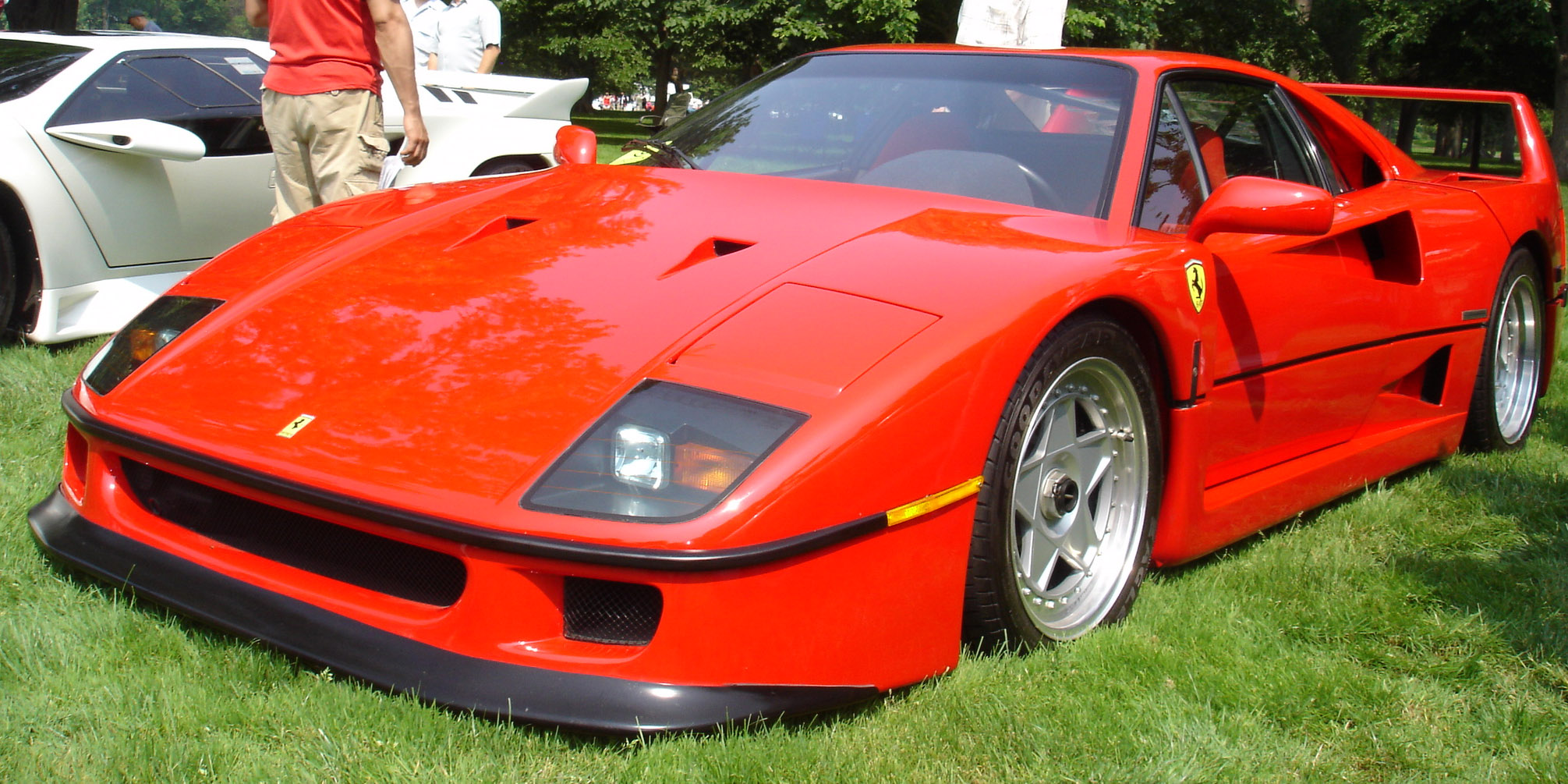
2007-ből egy USA változat
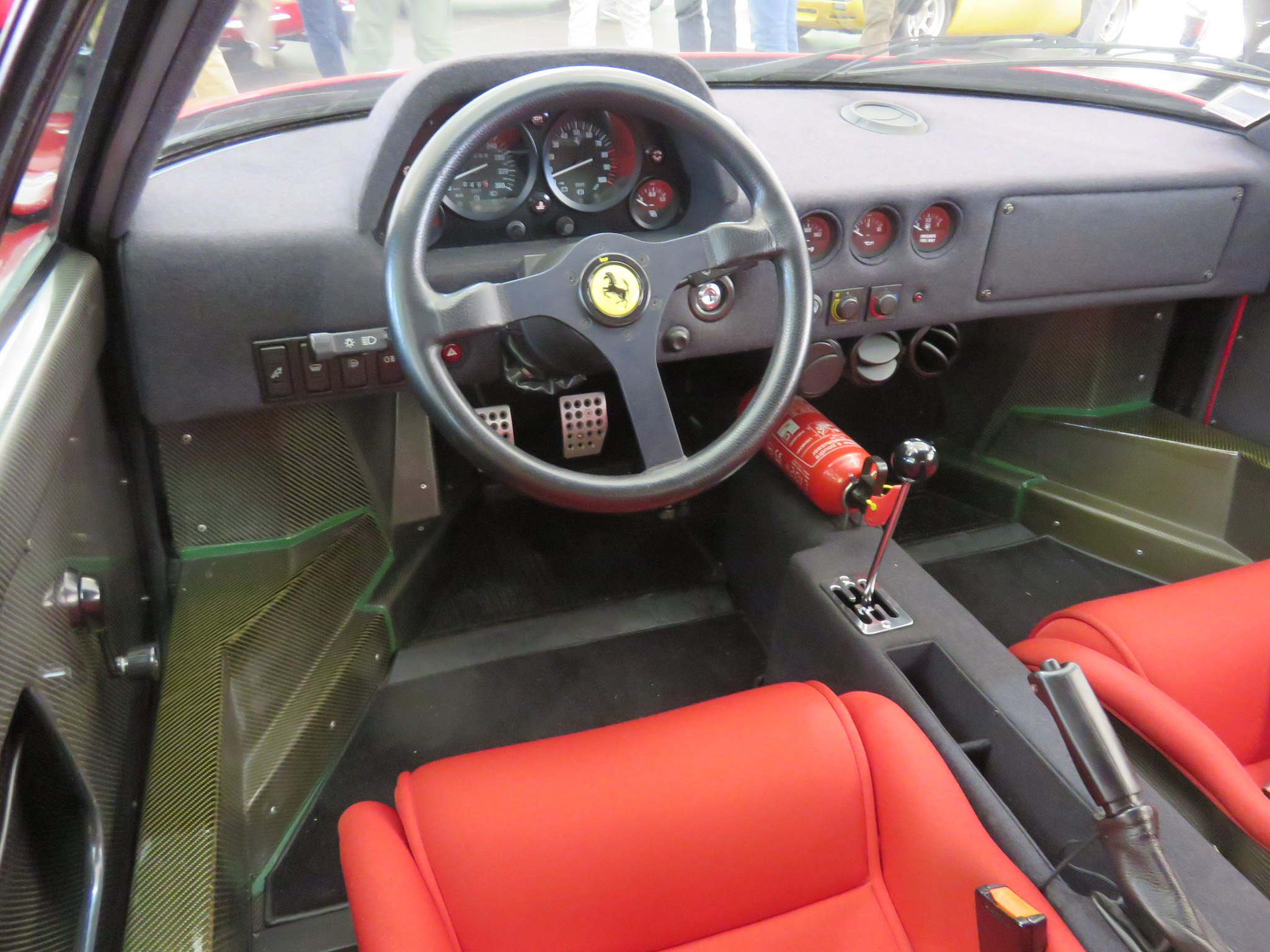
A puritán beltér
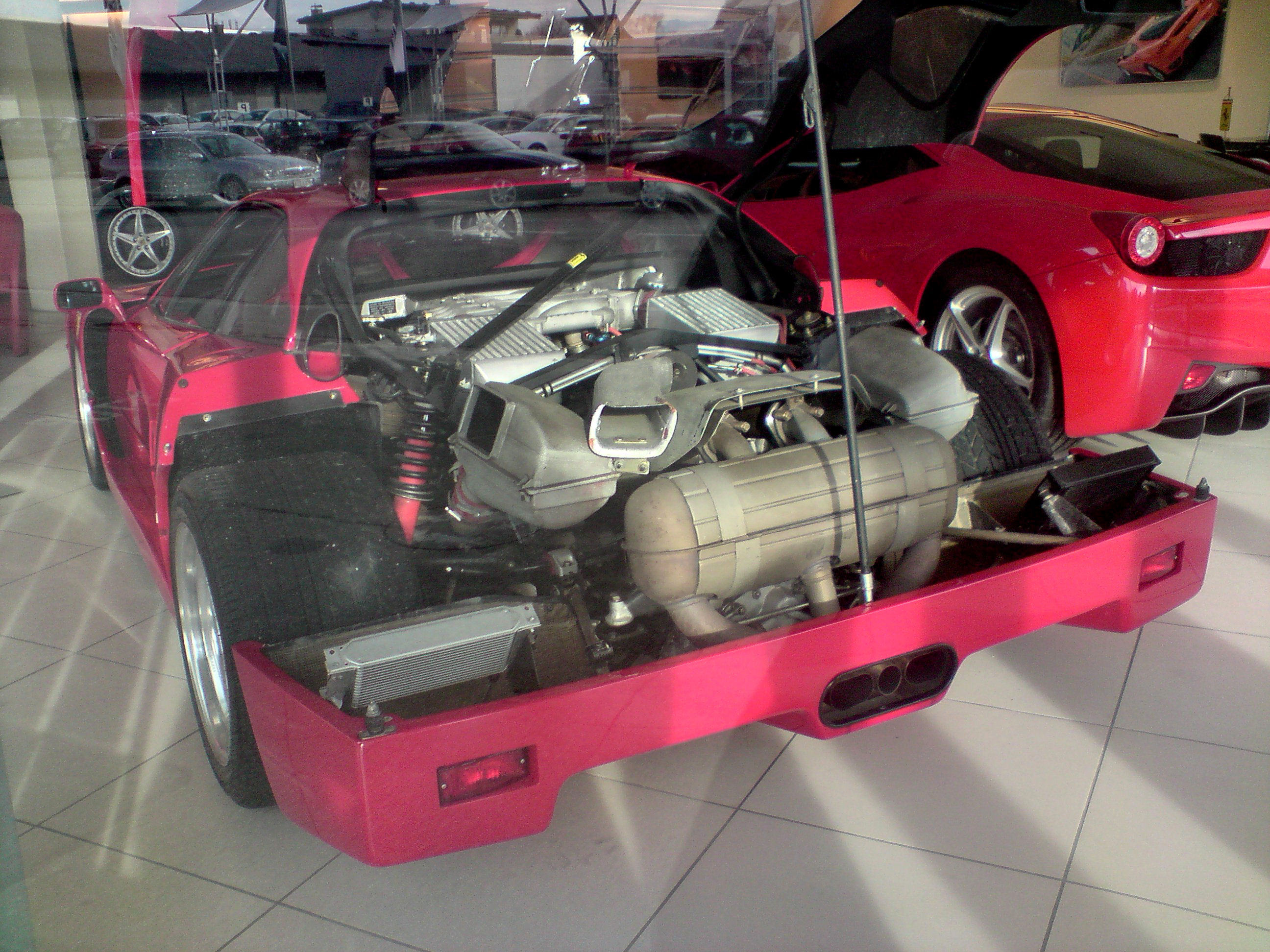
Motortér
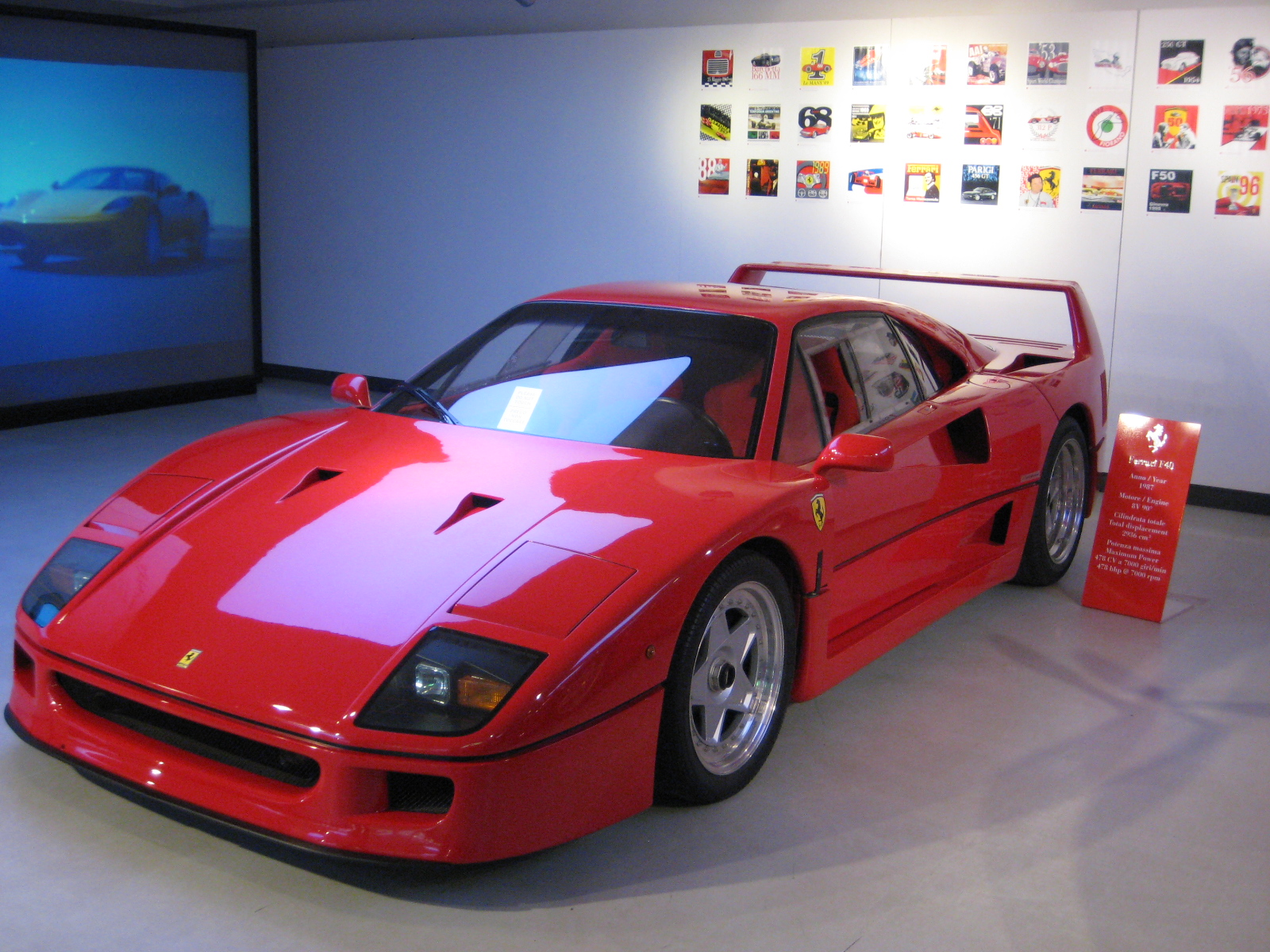
2006-os fotó
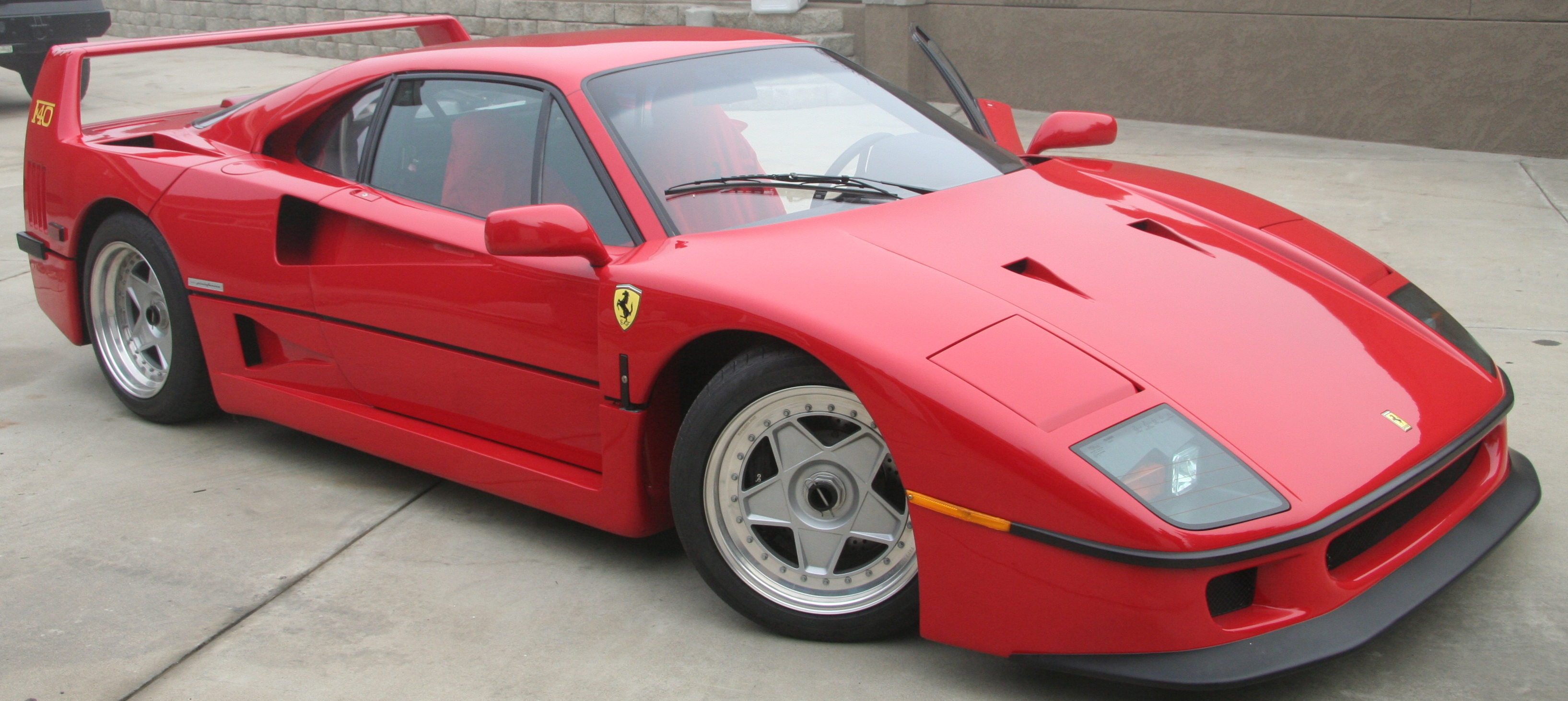
Ferrari F40 (1990)
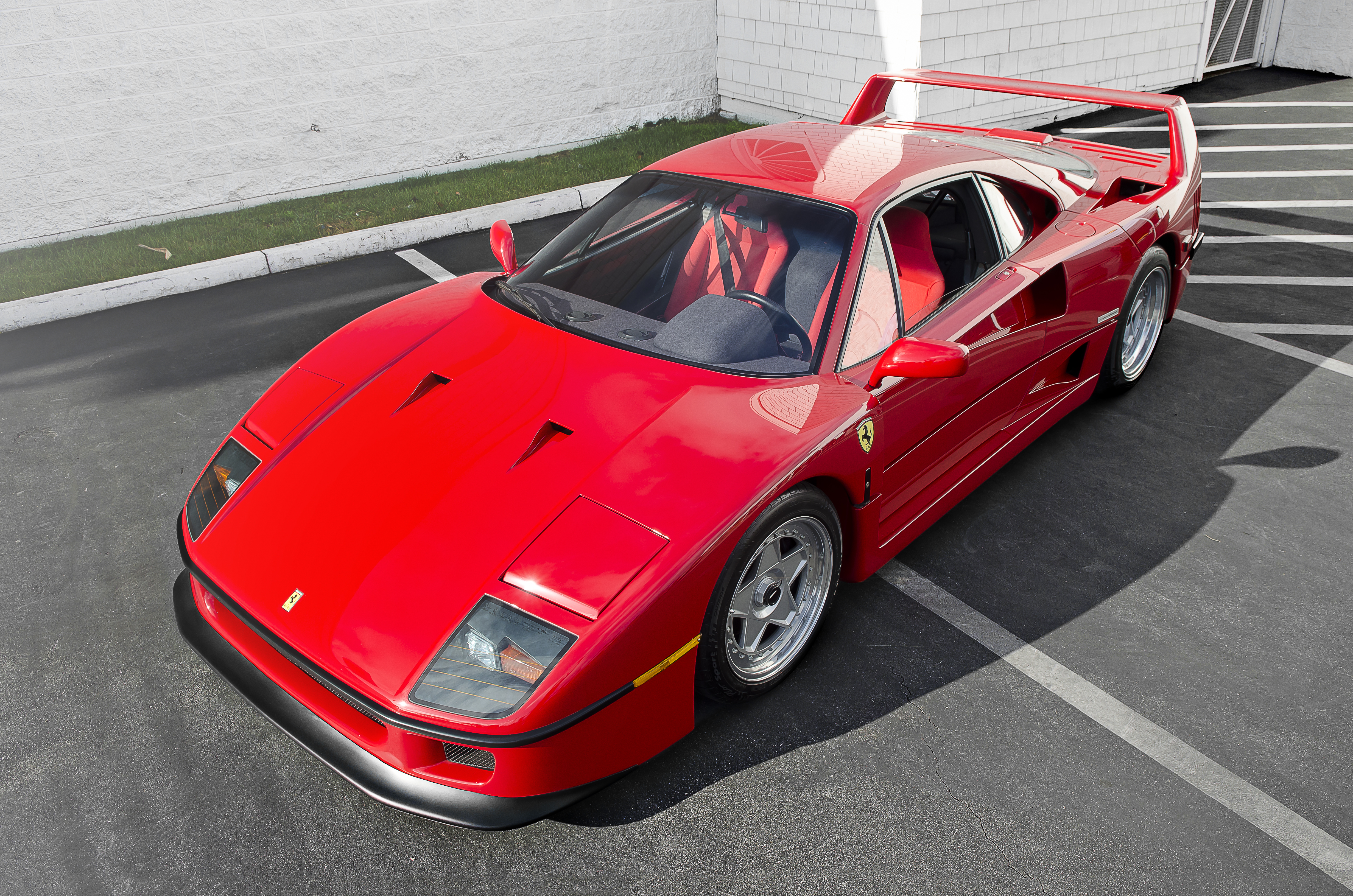
Ferrari F40 a Lamborghini Newport Beach Cars and Coffee előtt Irvine-ben Kalifornia Államban
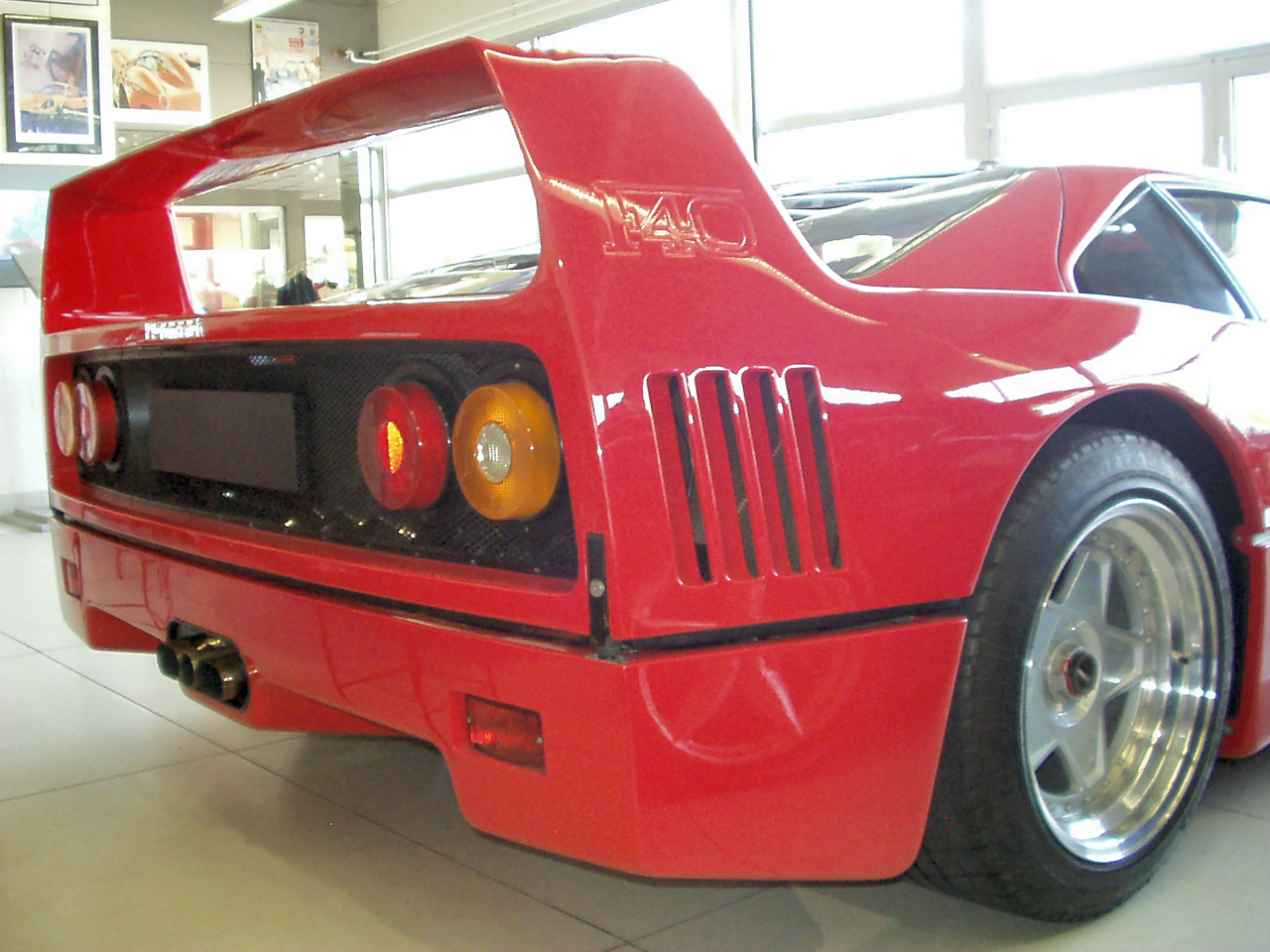
Hátsó szárny dombornyomott F40 logóval
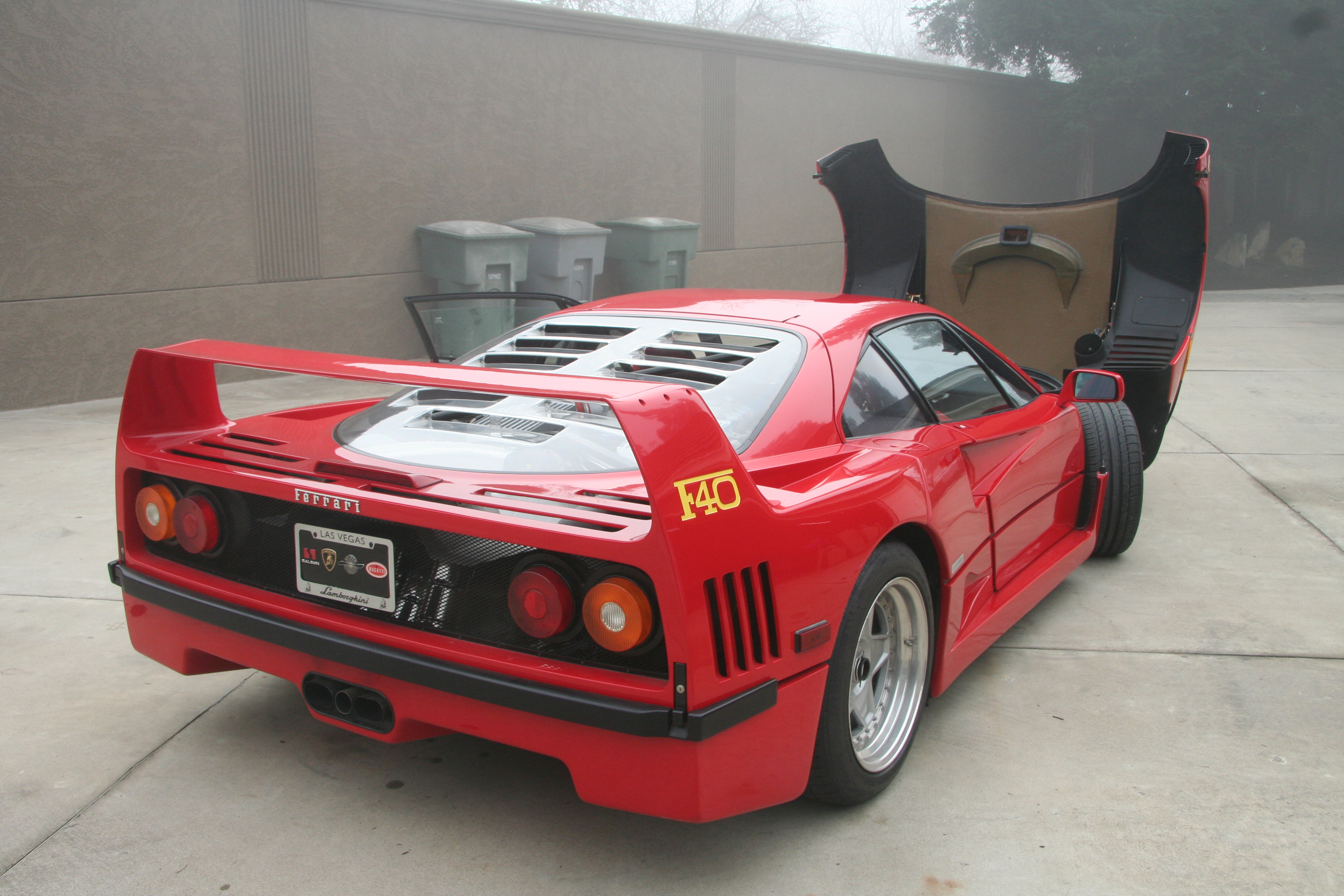
Hátsó szárny F40 felirattal
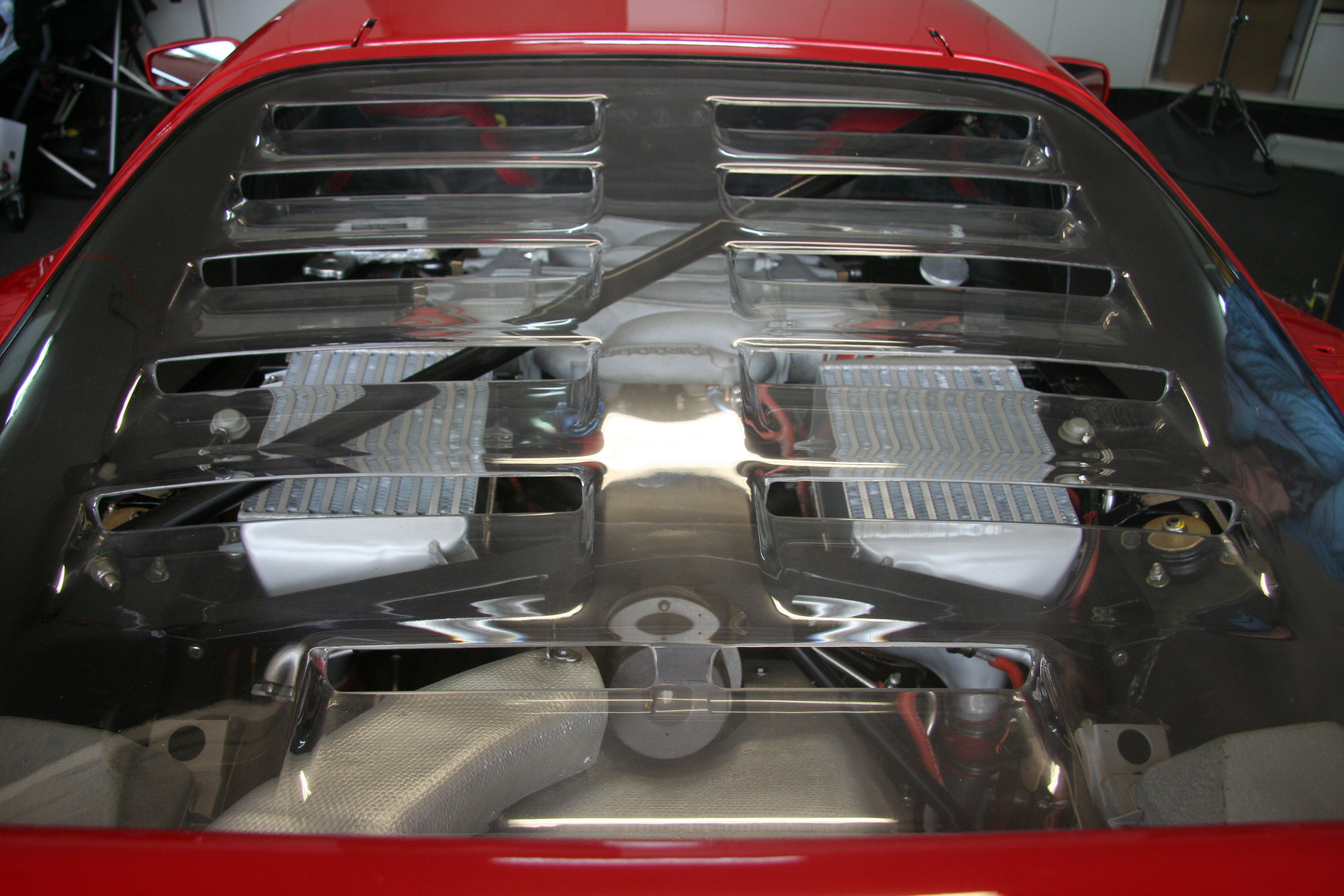
Hátsó ablak (fröccsöntött műanyagból) motorháztetőként
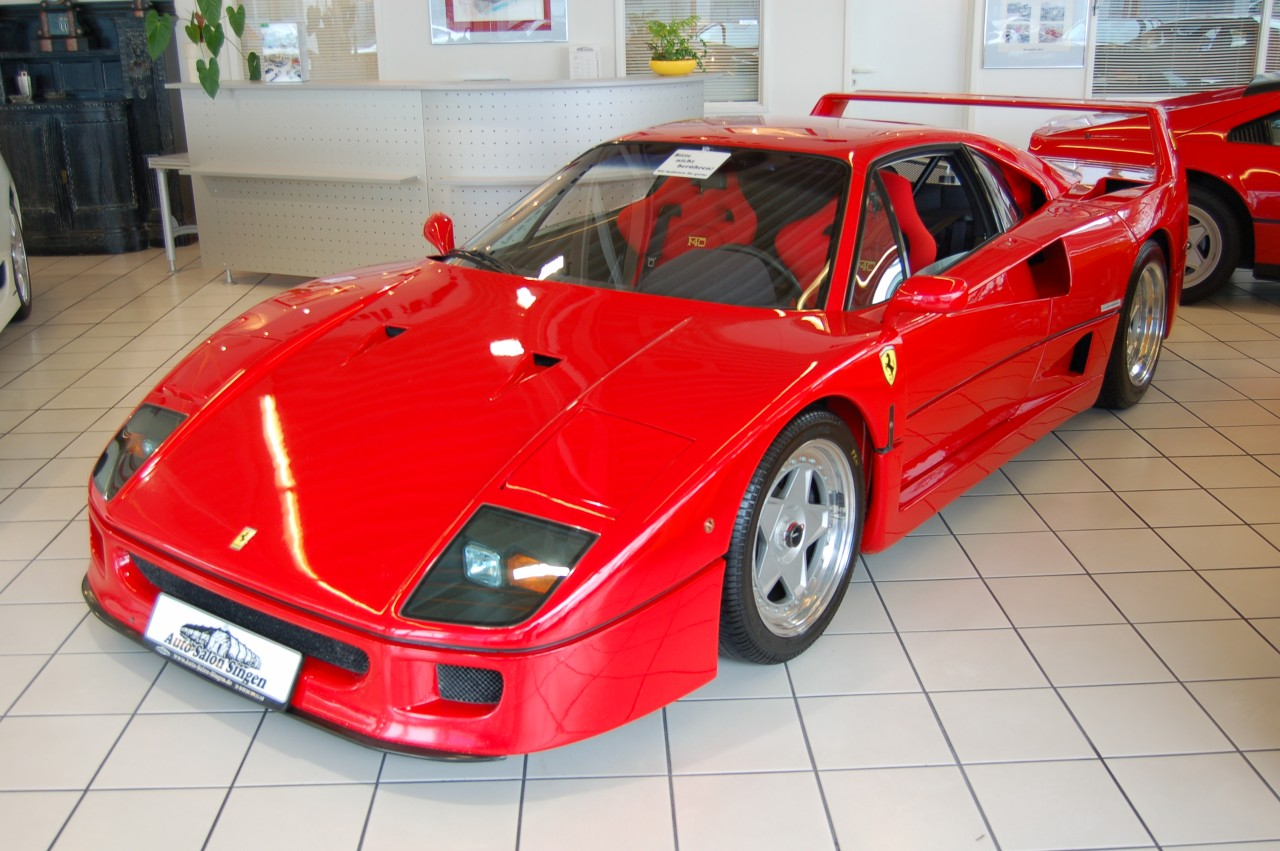
Ferrari F40 az Auto Salon Singenben, Németországban.
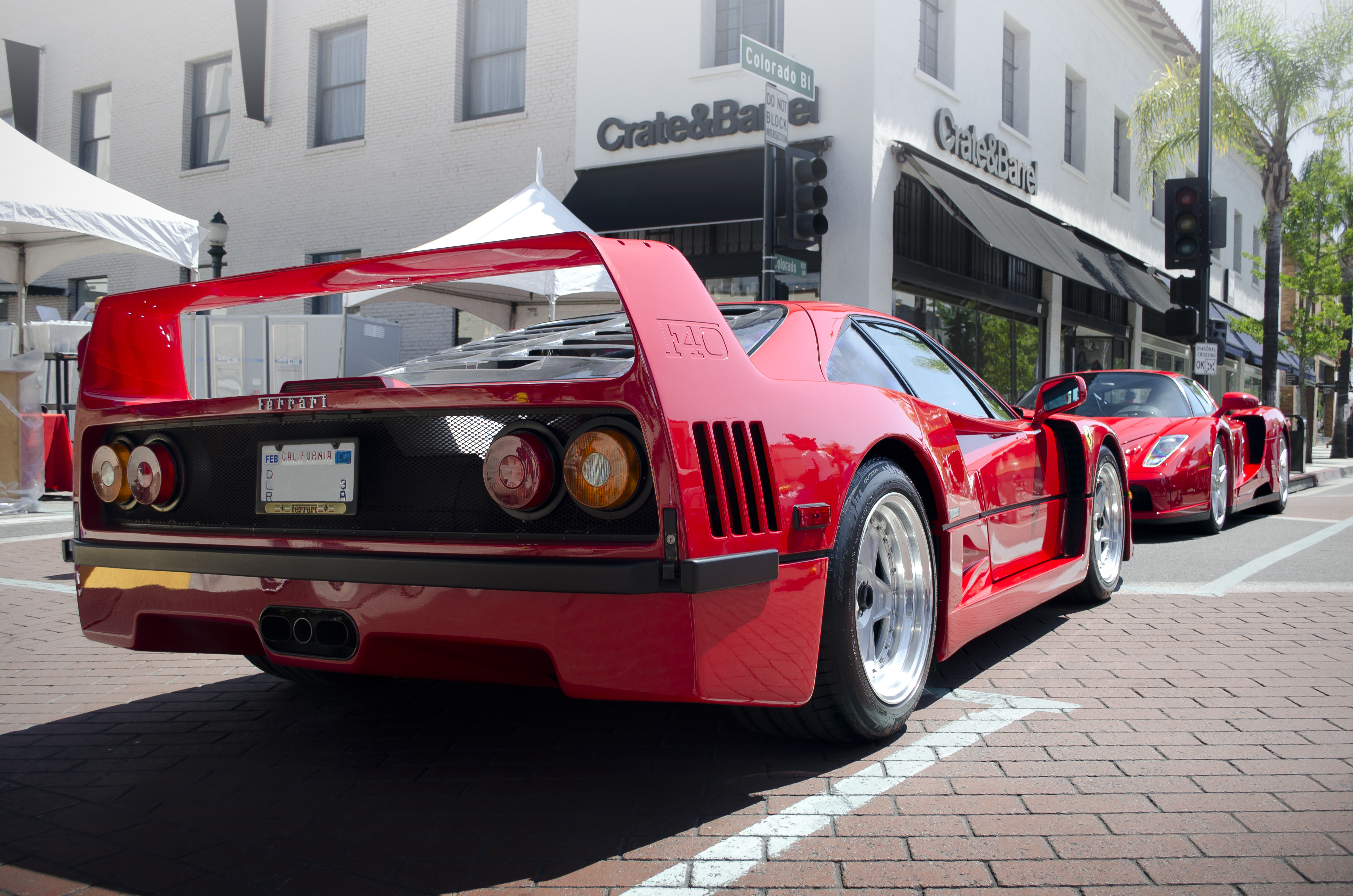
Ferrari F40, hátulnézet.
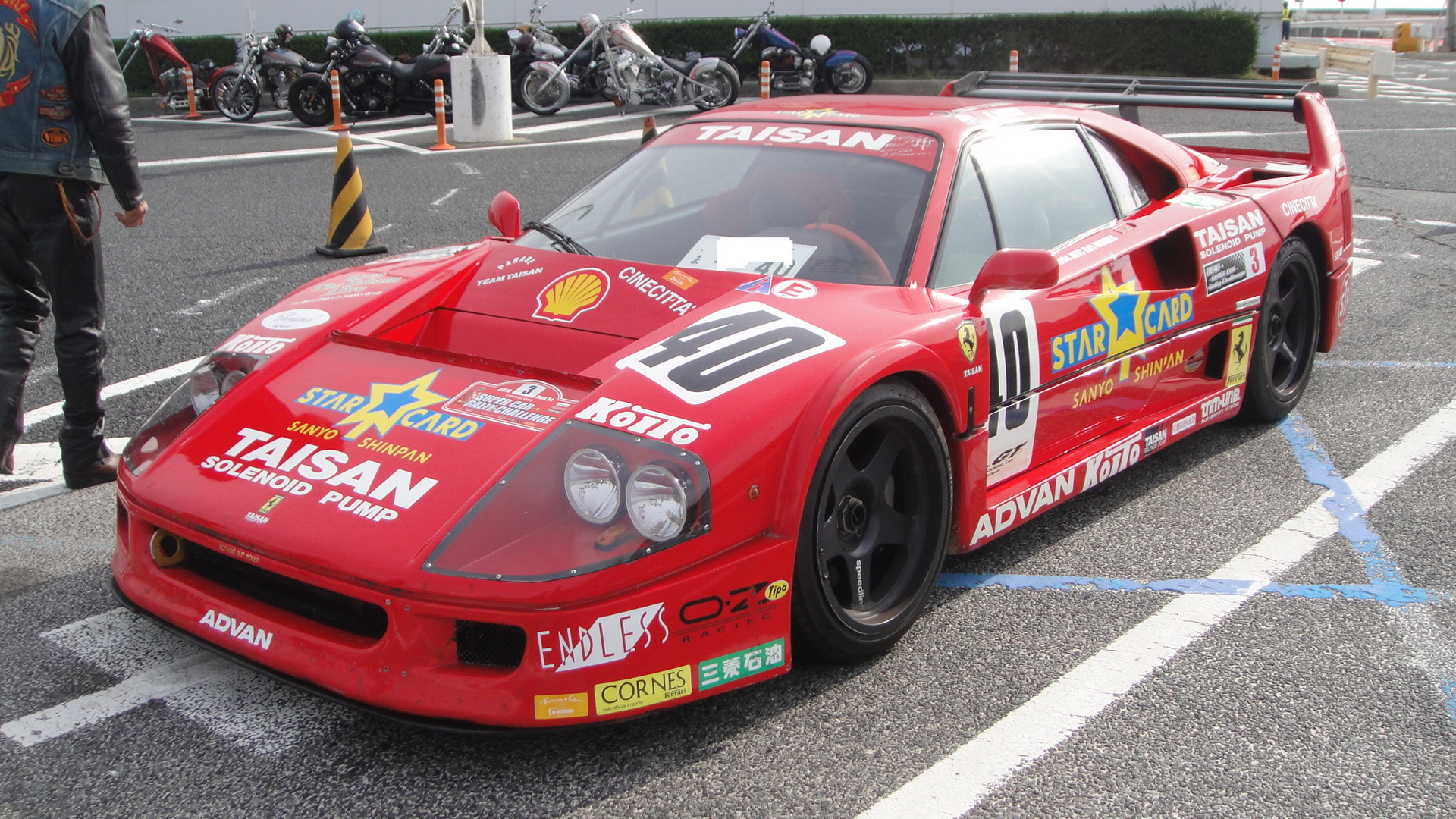
F40 LM/GTE
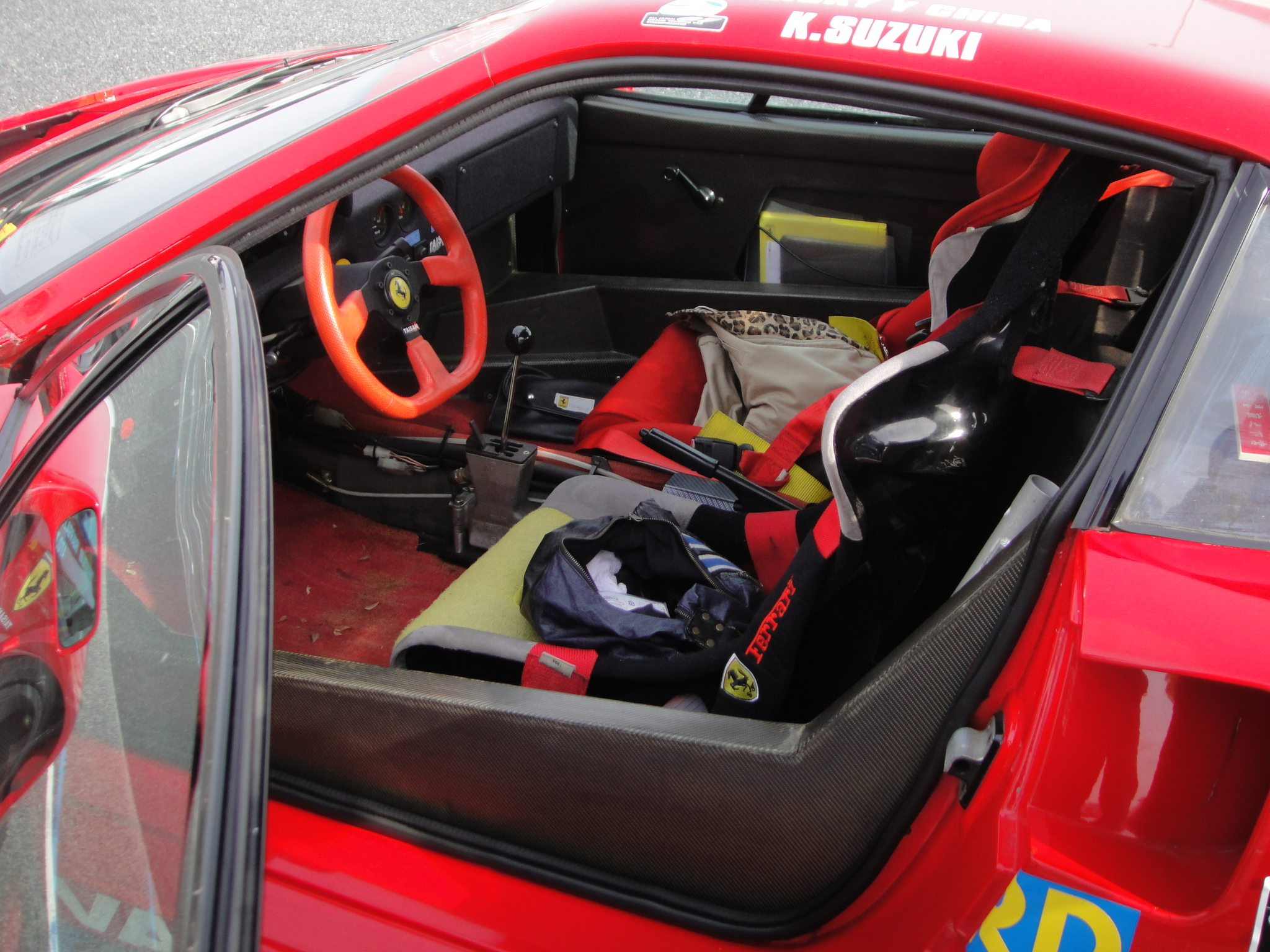
F40 LM belseje
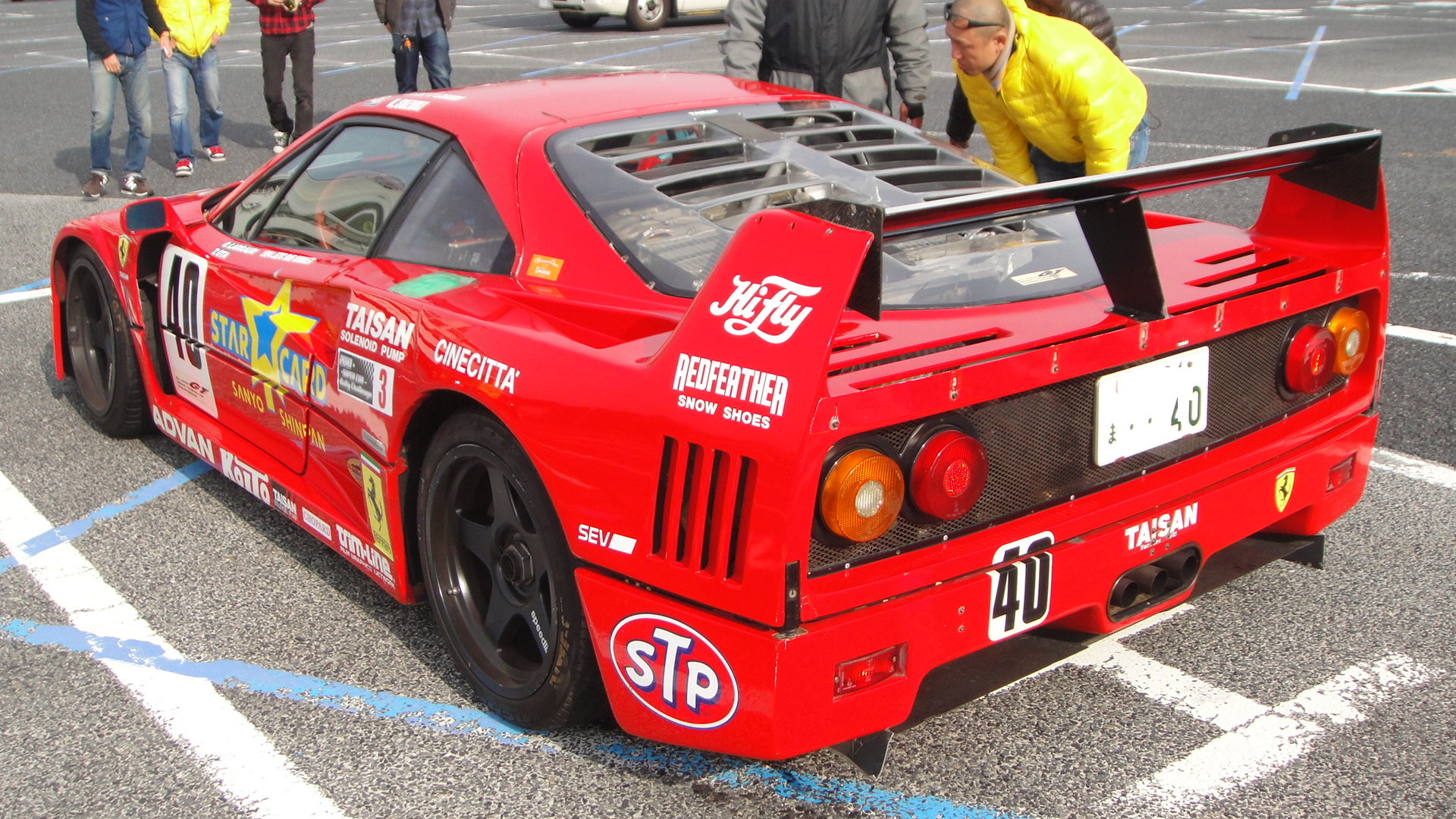
F40 LM hátulról
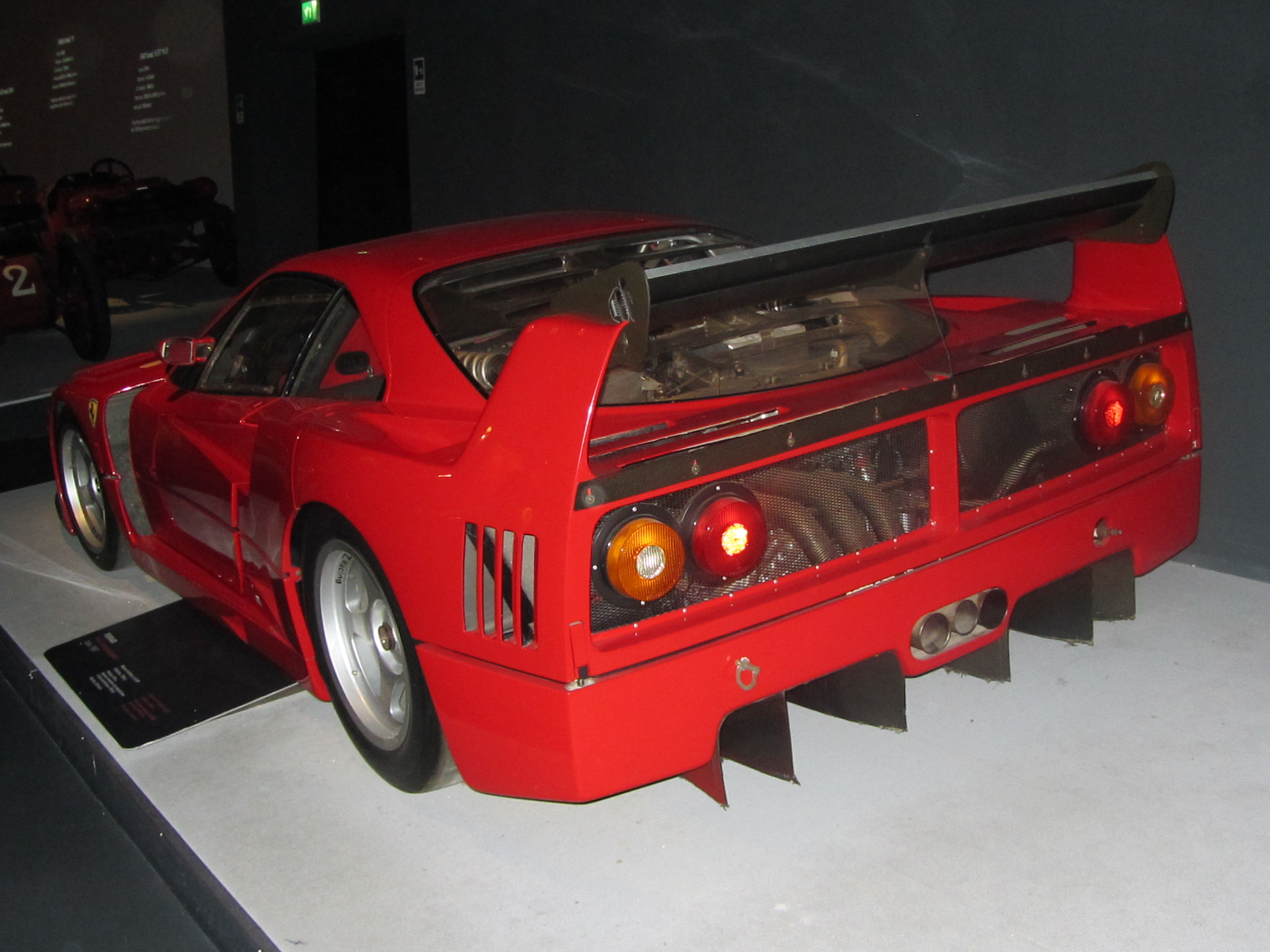
F40 Competizione hátulról
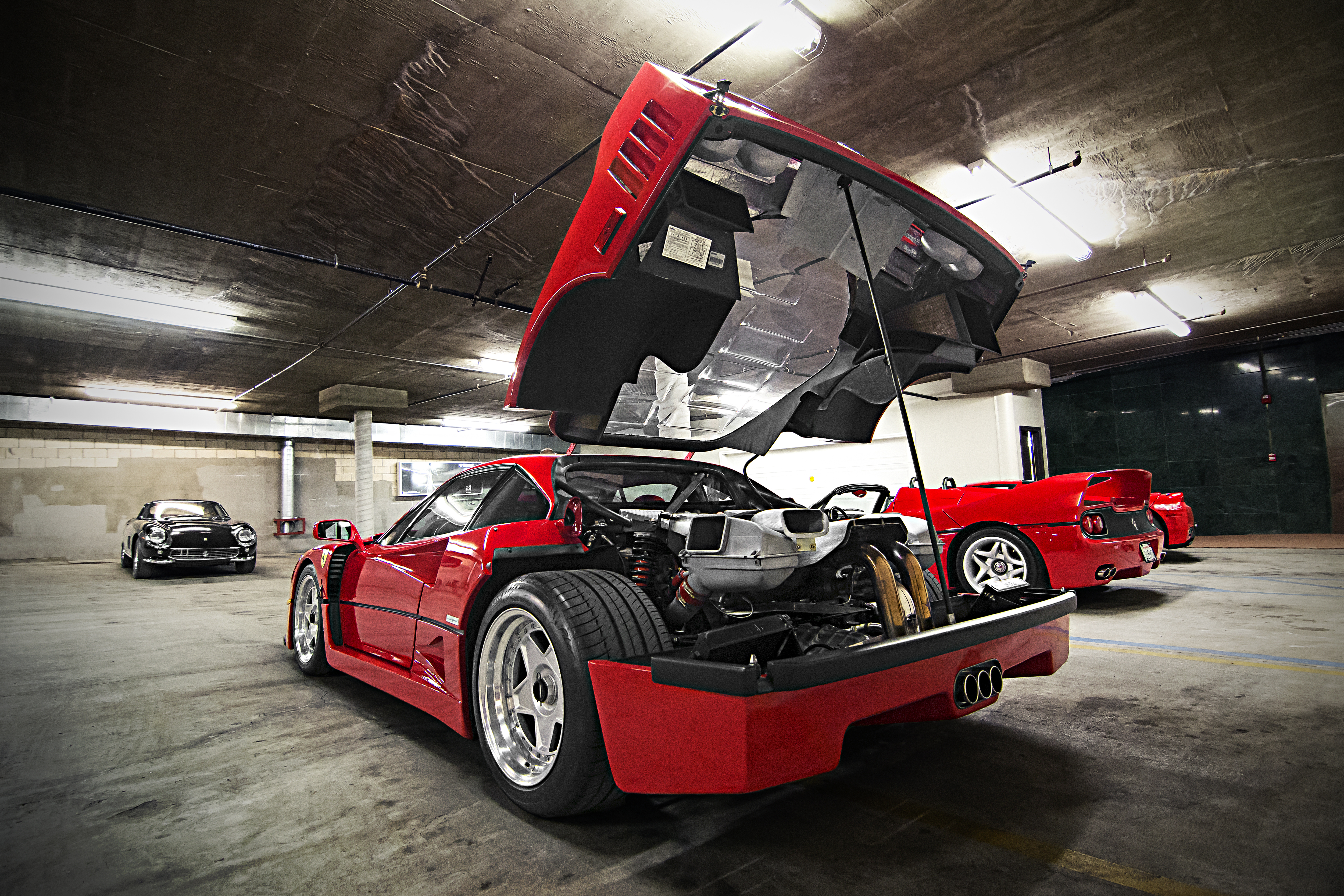
F40, mellette az utód F50, és egy Enzo Ferrari, szemben 275 GTB
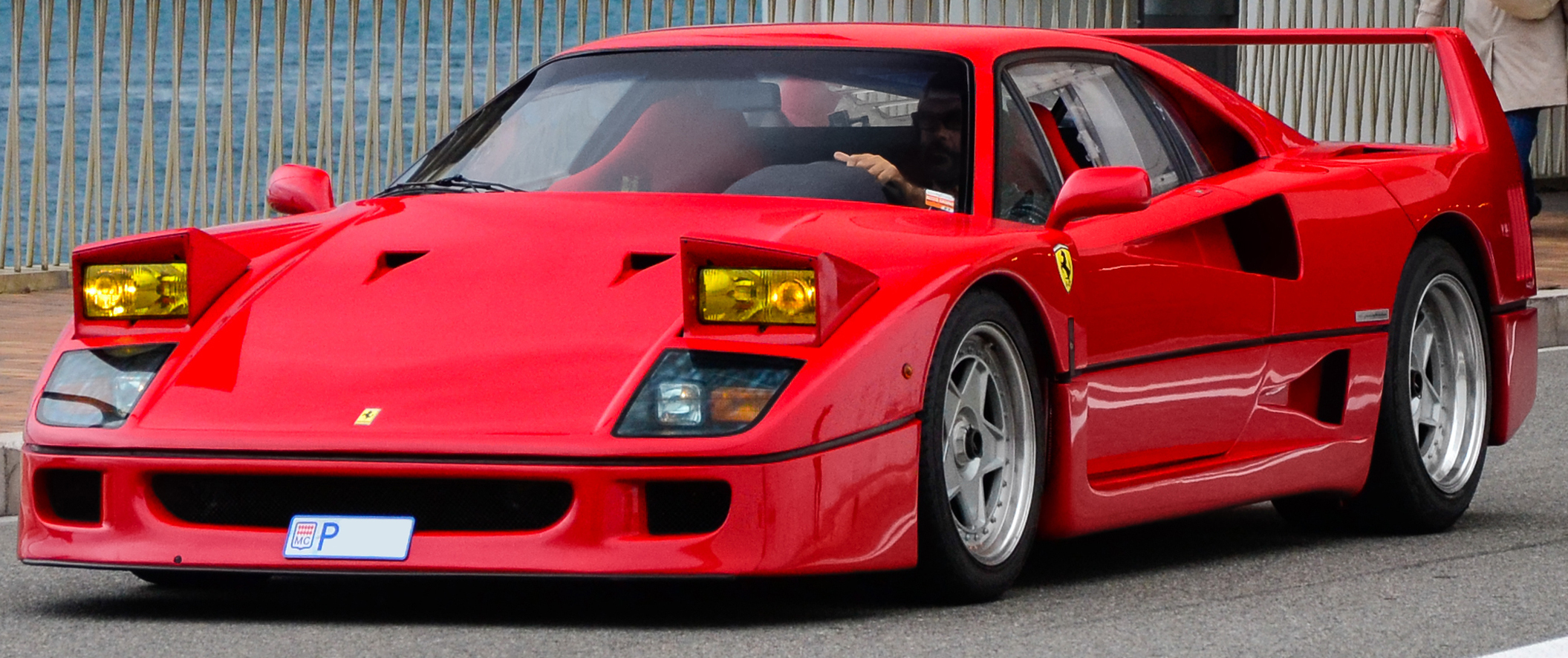
Kinyílnak a felugró fényszórók
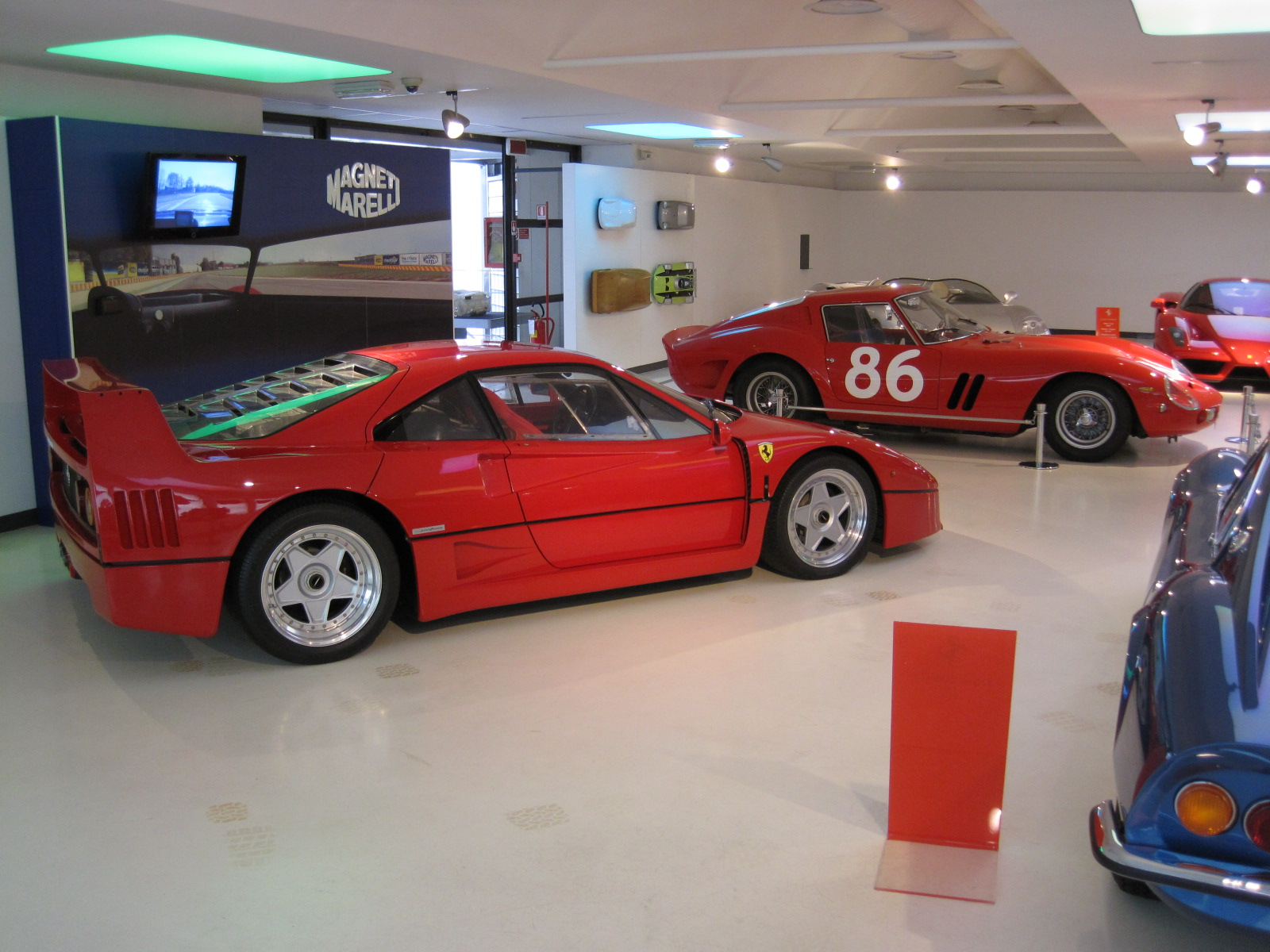
A Galleria Ferrari kollekciói
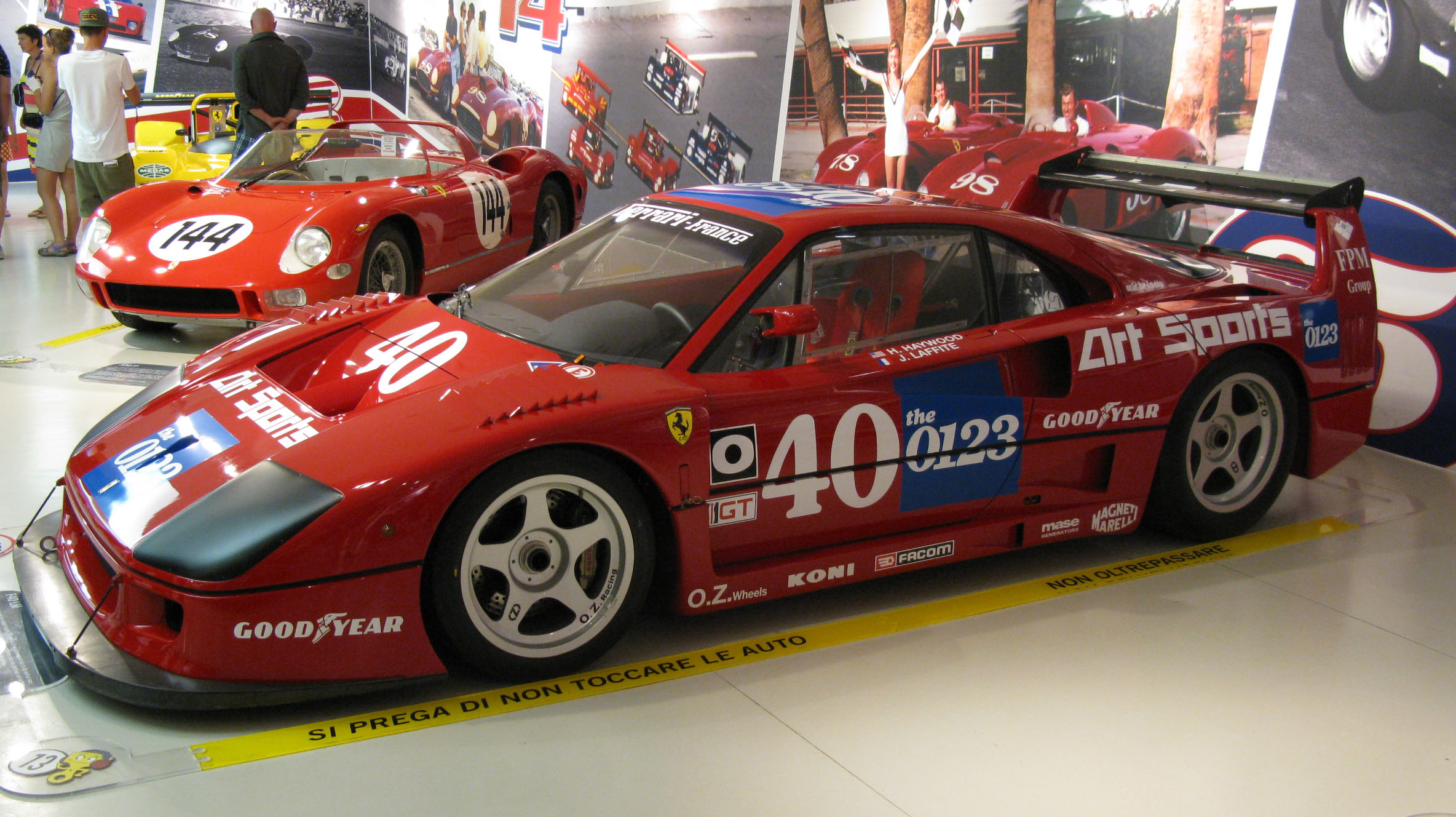
Hurley Haywood és Jacques Laffite is versenyzett ezzel a Ferrari Múzeumban álló F40LM-el
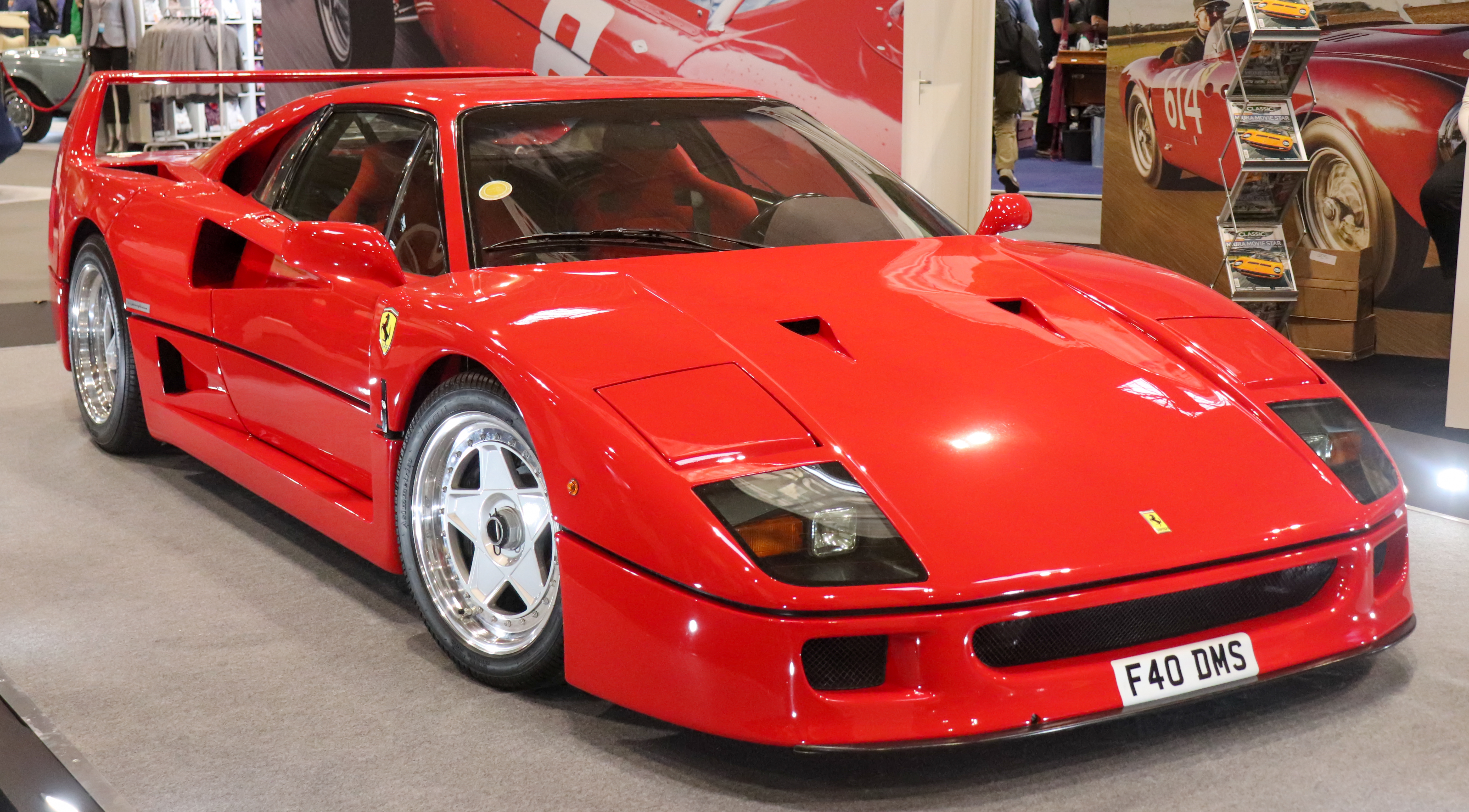
F40 1990
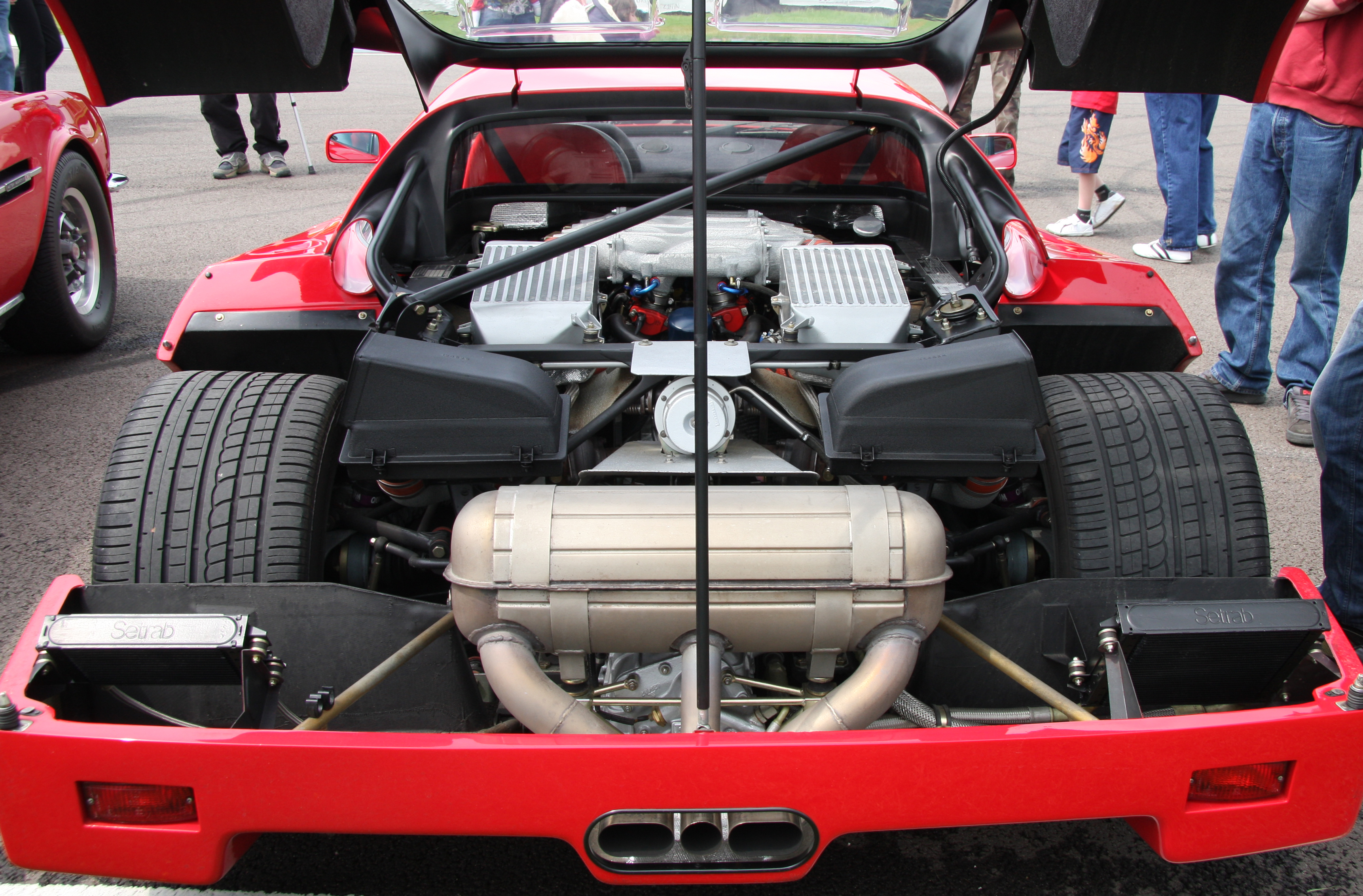
F40 V8-as motorja
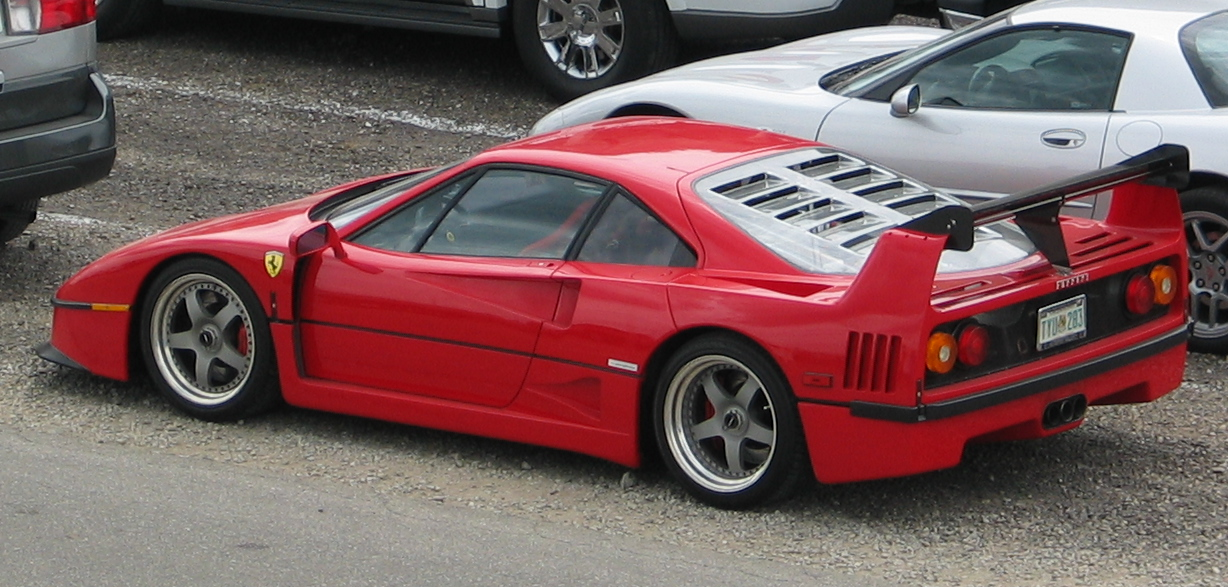
F40 közúti közlekedés során